# Requin
Selachimorpha, Selachii
Pour les articles homonymes, voir Requin (homonymie).
Super-ordre
Ordres de rang inférieur
- Carcharhiniformes
- Heterodontiformes
- Hexanchiformes
- Lamniformes
- Orectolobiformes
- Pristiophoriformes
- Squaliformes
- Squatiniformes

Les requins, squales ou sélachimorphes forment un super-ordre des poissons cartilagineux, possédant cinq à sept fentes branchiales sur les côtés de la tête et les nageoires pectorales qui ne sont pas fusionnées à la tête.
Ils sont présents dans tous les océans du globe et dans certains grands fleuves. Les requins modernes sont classés au sein du super-ordre Selachimorpha ou Selachii et constituent le groupe-frère des raies modernes au sein de la micro-classe Neoselachii. Toutefois, le terme « requin », au sens large, désigne aussi communément des espèces disparues de la sous-classe des Elasmobranchii, comme Cladoselache et Xenacanthus, qui appartiennent à d’autres infra-classes qu’Euselachii.
Les premiers requins sont apparus au Dévonien, il y a environ 420 Ma. À partir du Crétacé, il y a 100 Ma, beaucoup de lignées de requins ont adopté leur forme moderne. Depuis, il existe plus de 500 espèces de requins regroupées en 35 familles, sans compter les espèces de raies, aujourd'hui considérées comme des requins à part entière. Certaines espèces ne sont connues que par leurs fossiles. Leur taille varie de seulement vingt cm de longueur pour Etmopterus perryi, à plus de vingt m pour le requin-baleine. Malgré sa taille, ce dernier se nourrit principalement de plancton en filtrant l'eau de mer. Mais la plupart des requins sont des prédateurs, voire des superprédateurs. Les requins sont présents dans toutes les mers, jusqu'à une profondeur d'environ 2 500 mètres. Ils ne vivent généralement pas dans l'eau douce, mais il y a quelques exceptions, telles que le requin-bouledogue et les requins de rivière qui peuvent vivre aussi bien dans l'eau de mer que dans l'eau douce. Les requins ont un revêtement de denticules dermiques qui protègent leur peau contre les parasites, en plus d'améliorer leur hydrodynamisme. Ils ont également plusieurs rangées de dents qui se renouvellent régulièrement.
Malgré une mauvaise réputation véhiculée par les médias, seulement cinq espèces sont considérées comme dangereuses pour l'être humain. Selon l'Union internationale pour la conservation de la nature (UICN), un tiers des espèces de requins est menacé de disparition (surpêche, prise accessoire, élimination gratuite, etc.).
Ils sont utilisés par l'être humain pour de nombreux usages, comme l'alimentation, la maroquinerie, le tourisme, les cosmétiques et sont parfois maintenus en captivité. En tant que superprédateurs, les requins sont indispensables à leur écosystème. La protection mondiale des requins reste faible, mais certains États décident de transformer leurs eaux territoriales en sanctuaire de requins.

## Étymologie et dénominations

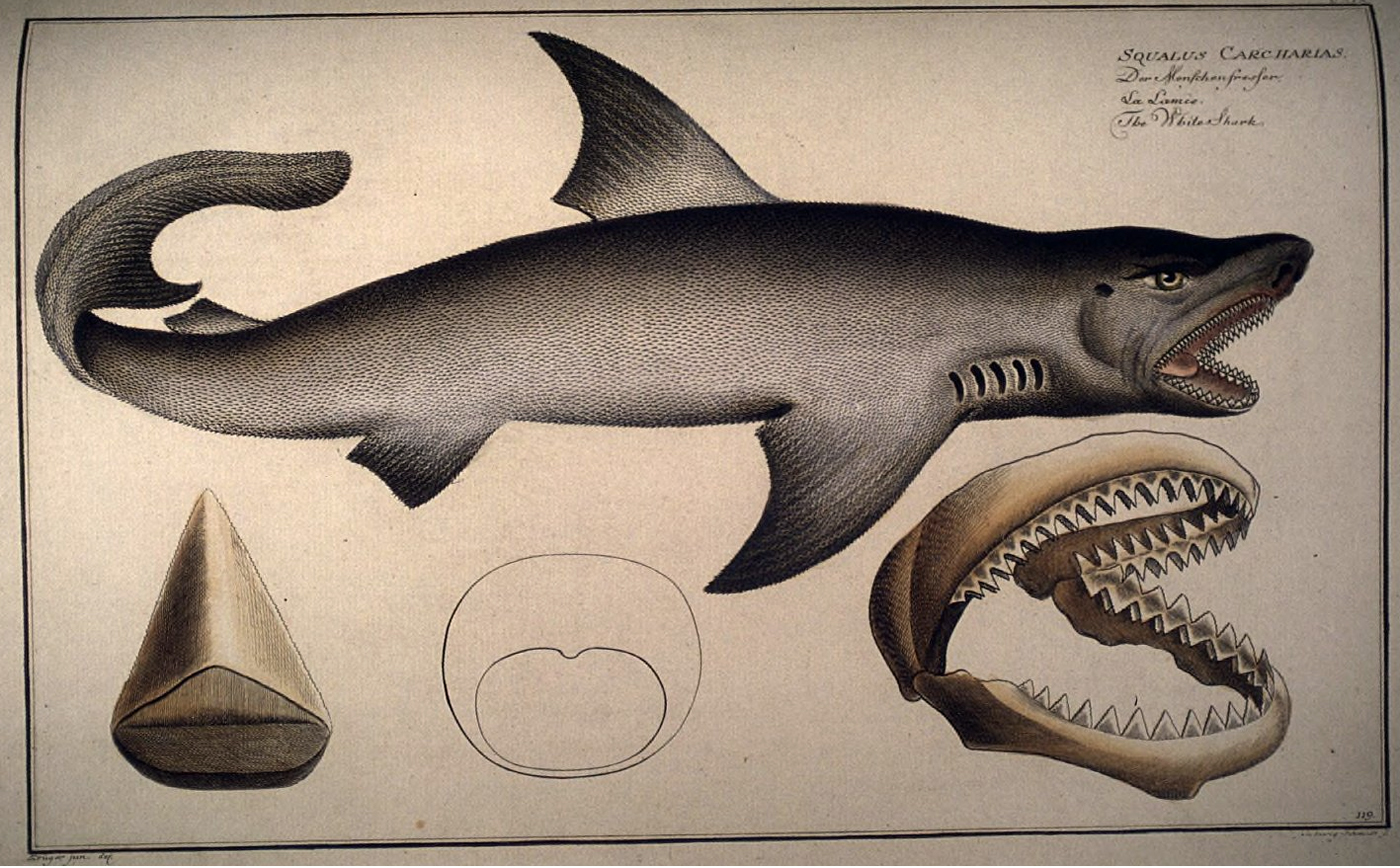
Un Grand requin blanc dans lHistoire naturelle des poissons de l'ichtyologiste Marcus Élieser Bloch (1795).

Les Anglais appellent les squales shark (terme qui remonterait, comme to search, à un vieux verbe signifiant « rôder en quête d'une proie » et qui vient lui-même du vieux français cherquier, « chercher »), les Espagnols tiburón (emprunté par le portugais au mot tupi tuperu, « requin »), les Allemands Hai ou Haifisch (de l'islandais haki, allusion à la forme en harpon de la nageoire dorsale), les Italiens squalo ou pescecane (« poisson chien »), du russe akula (emprunté au sami): une telle dispersion étymologique rend l'origine du terme requin plutôt obscure.
La graphie « requin » est attestée en 1539, mais d'autres formes se succèdent : « requien » (en 1578), « rechien » (en 1614), « requiem » (en 1695), puis retour à la forme « requin » (en 1740). Au XVIIe siècle, l'étymologiste Pierre-Daniel Huet fait un rapprochement fantaisiste du requin avec requiem, en référence à sa réputation de mangeur d'hommes (« poisson très dangereux, ainsi nommé parce que, quand il a saisi un homme, il ne lâche jamais sa prise et il ne reste plus qu'à faire chanter le requiem pour le repos de l'âme de cet homme-là », lit-on chez Huet). Huet se fait probablement l'interprète d'une étymologie populaire, perpétuellement reprise dans les médias et ouvrages actuels. La famille des Carcharhinidae est d'ailleurs appelée en anglais « requiem sharks » (Requins requiem).
Oscar Bloch et Walther von Wartburg dans leur Dictionnaire étymologique du français proposent l'étymologie la plus probable : requin serait un renforcement du dialectal normand et picard quin (variante quien, « chien »  au sens de « chien de mer », allusion à leurs dents acérées). Mais le procédé néologique qui ferait de « rechien » un renforcement de « chien » est assez inhabituel en français et cette origine ressemble également fort à une étymologie populaire, comme le suggère le terme raquin, correspondant wallon du normand requien, qui semble faire allusion à l'habitat du poisson au fond de l'océan (de « raque », vase) ou encore à sa malpropreté (voire l'étymologie de squale), sens corroboré par le provençal bardoulin, nom de divers requins. La métaphore canine est d'ailleurs très tôt employée par les auteurs antiques : Aristote désigne certains requins sous les noms kuôn « chien » ou encore skulion ou skulios (formé sur skulax, « jeune chien »), et Pline l'Ancien utilise les noms latins canis marinus « chien marin » et canicula « jeune chienne ». Guillaume Rondelet dans son Histoire naturelle des poissons de 1554 et Jean de Léry dans son Histoire d'un voyage de 1578 appellent les squales les « chiens de mer », expression qu'utilisent tous les marins jusqu'au XVIe siècle et qui s'emploie encore aujourd'hui mais seulement pour désigner des espèces de requins petite taille. Dans la même veine, la famille des Squalidae comprend de petits requins appelés « dogfish sharks » (Requins poissons chiens) et l'étymologie canine se retrouve dans l'italien pescecane (« poisson chien »). Une autre métaphore penche pour cette étymologie : les requins sont parfois qualifiés de « nez », en référence à leur odorat très développé comme les chiens. Le zoologiste Henri de Blainville a ainsi créé une série de noms de genres de requins, (Cetorhinus, Scyliorhinus, Carcharhinus, Echinorhinus), et qui comportent tous l'élément grec ῥινός (rhinos), pour « nez » au sens de « requin ». Enfin, Pierre Guiraud pour sa part, penche pour une forme normande de rechigner, « montrer les dents », allusion à sa denture impressionnante.
Le terme « squale », apparu en 1754, dérive du latin squalus, qui peut se traduire par  « l'écailleux, le rugueux », et fait référence à la peau rugueuse de ces animaux du fait des écailles cartilagineuses présentes sous la peau de leur corps (d'où le rapprochement étymologique avec le terme squame qui désignait originellement l'écaille de poisson). Squalus peut également se traduire par « couvert de saleté, sale, malpropre », car une surface sale peut être recouverte de plaques. Un autre rapprochement possible serait dû à la confusion qui a longtemps perduré entre les squales et les cétacés car le proto-indo-européen *(s)kʷálos aurait donné en latin squalus et en germanique whale et wale (baleine). Le nom d'un ordre (Squaliformes) et d'une famille (Squalidae) en dérivent.
Plusieurs espèces comportent le terme requin dans l'un de leurs noms vernaculaires, par exemple : Requin-marteau, Requin-tigre, Requin-pèlerin, mais ce n'est pas une généralité, il existe aussi des noms vernaculaires ne comprenant pas le terme requin comme dans le cas de Maraîche, Roussette, Mako, etc.
Ce groupe est actuellement appelé soit Selachimorpha soit Selachii (infraclasse).

## Anatomie

Anatomie externe du requin.

Le requin se caractérise par sa silhouette fuselée, particulièrement hydrodynamique, et ses nageoires pectorales et dorsales, ainsi que sa nageoire caudale hétérocerque (de forme asymétrique). Il est pourvu d'un squelette entièrement cartilagineux et de cinq à sept fentes branchiales latérales selon les espèces.
Sa peau est rugueuse, recouverte d'innombrables denticules cutanés, des écailles osseuses placoïdes d'origine dermique et épidermique, qui le protègent contre les parasites et améliorent sa pénétration dans l'eau.
Son foie, qui peut représenter jusqu'à 25 % de son poids, est constitué à 90 % de squalène, et lui sert principalement à compenser son absence de vessie natatoire pour se stabiliser, mais également de réserve énergétique.

### Mâchoire

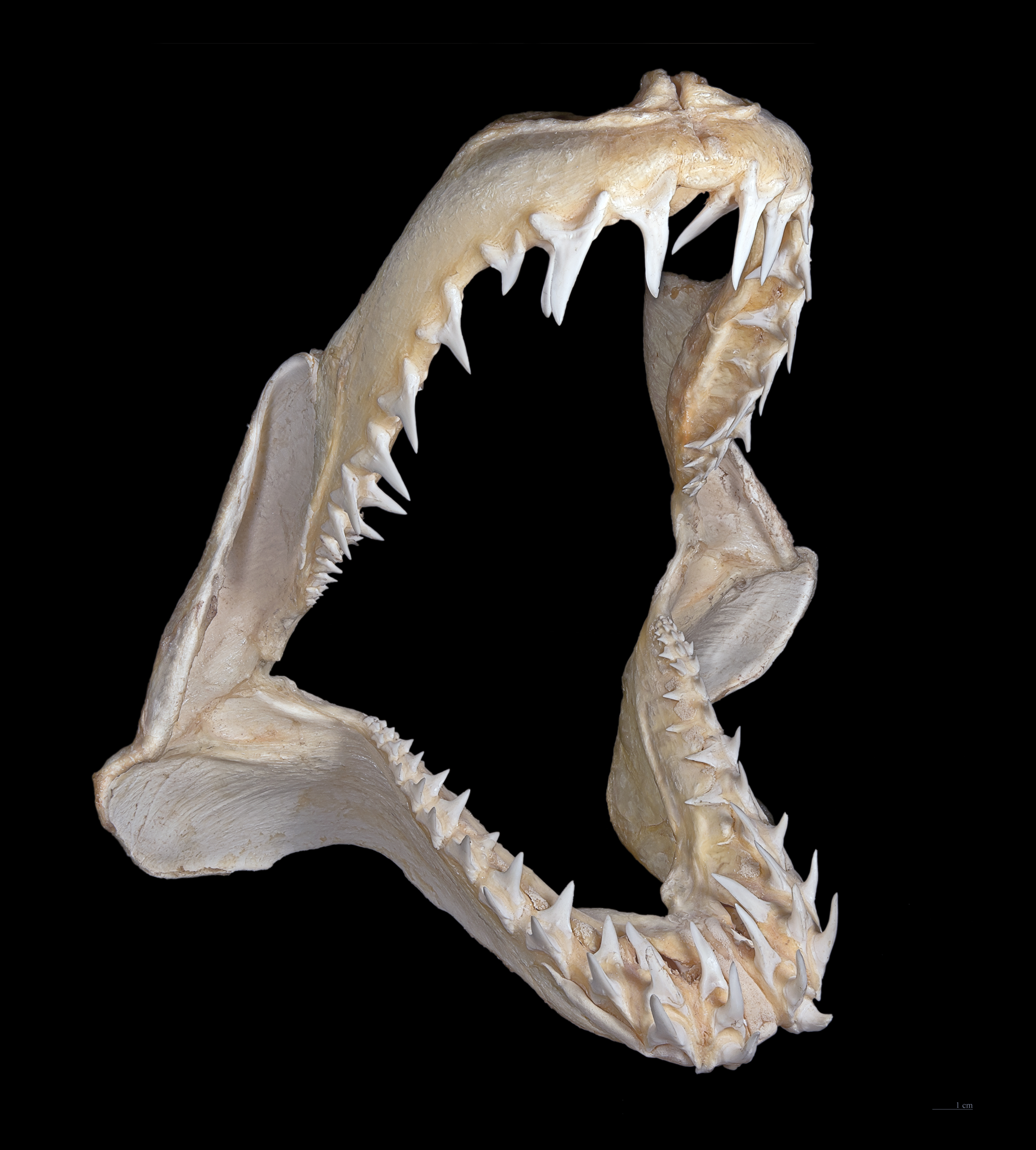
La mâchoire d'un Requin mako.

Presque tous les requins possèdent une mâchoire de type hyostylique comme celle des raies : elle n'est pas attachée au crâne, et est donc capable d'une mobilité remarquable lors de l'attaque. Leur puissance, mesurée par un gnathodynanomètre (en), est estimée à 3 tonnes par cm2 pour un requin de 3 mètres quand celle d'un être humain ne dépasse pas 30 kg par cm2.
La surface de la mâchoire, en comparaison avec les vertèbres et les arcs branchiaux du requin, a besoin de soutiens supplémentaires en raison de sa forte exposition à un stress physique et à son besoin de force. Le requin a une couche de minuscules plaques hexagonales appelées « tesselles », qui sont des blocs de cristaux de sels de calcium disposés comme une mosaïque. Cela donne à ces zones une grande partie de la force que l'on retrouve dans le tissu osseux chez d'autres animaux.
En général, les requins ont une seule couche de tesselles, mais les mâchoires de spécimens de grande taille, tels que le Requin-bouledogue, le Requin-tigre et le Grand requin blanc ont deux à trois couches ou plus, en fonction de la taille du corps. La mâchoire d'un Grand requin blanc peut avoir une grande place à cinq couches. Dans le rostre, le cartilage peut être spongieux et souple pour absorber la puissance des impacts.

### Dents

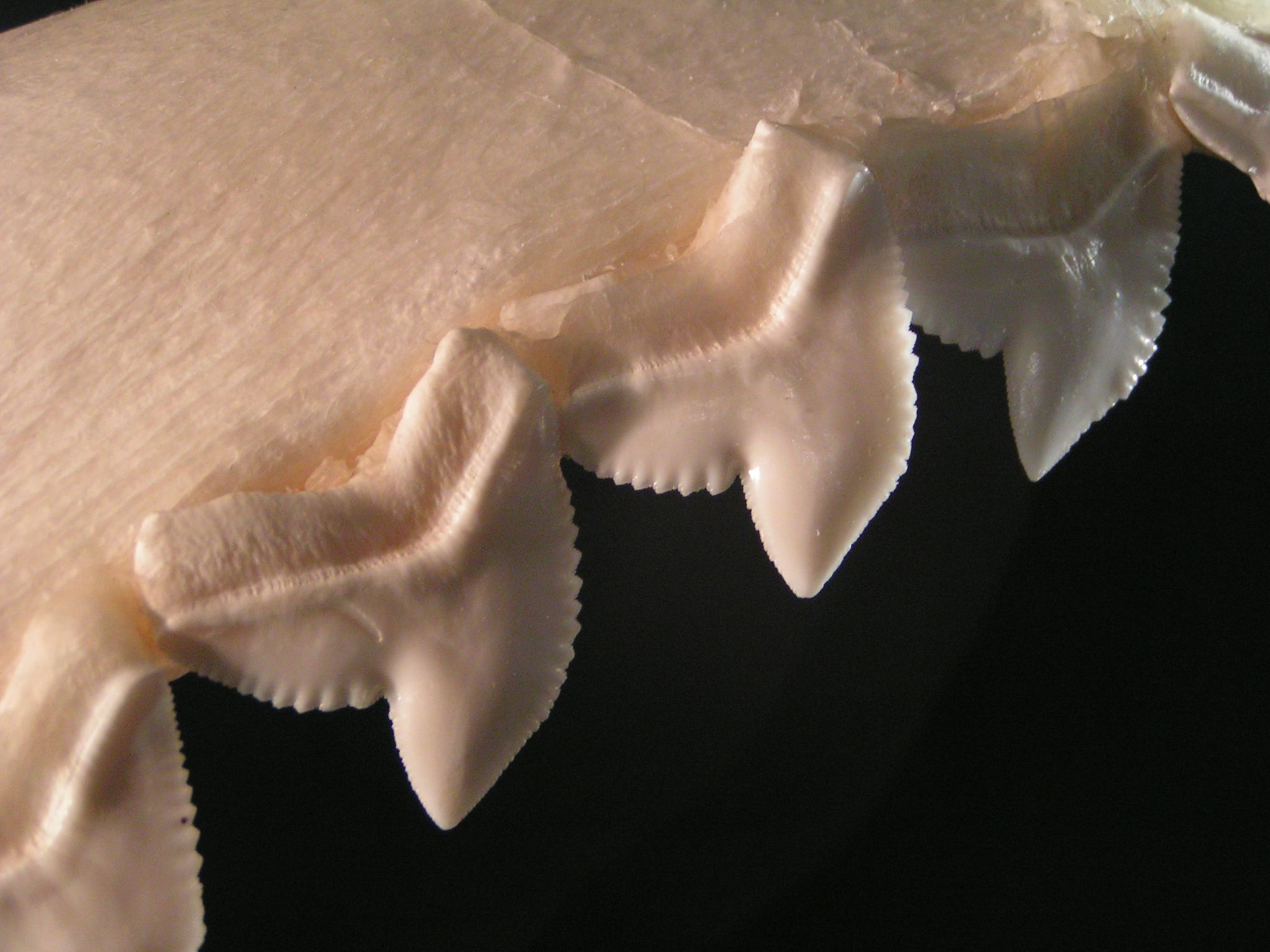
Les dents avec des bords dentelés d'un Requin-tigre.

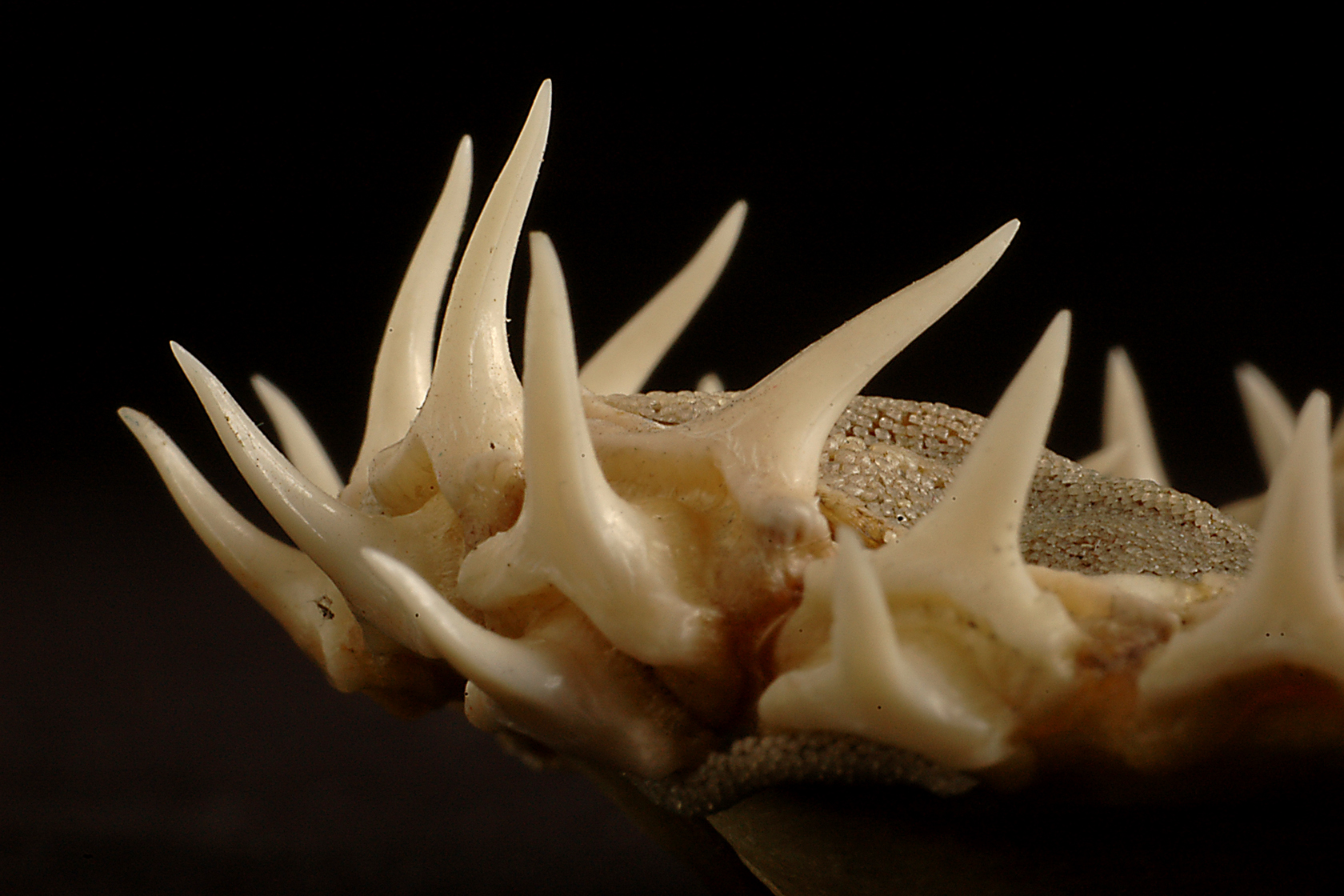
Les dents pointues et effilées d'un Requin mako.

Les mâchoires du requin présentent des particularités uniques dans le monde animal. Elles sont entièrement mobiles, indépendantes, et garnies de plusieurs centaines de dents (polyodontie) réparties sur plusieurs rangées dont seule la dernière est fonctionnelle, les autres étant des dents de remplacement. Les dents, dont la forme varie selon les espèces (dérivées du type haplodonte par un aplatissement plus ou moins prononcé), sont renouvelées en permanence tout au long de la vie du requin (dentition polyphyodonte), et sont spontanément remplacées par une dent de la rangée suivante lorsqu'elles tombent ou sont abîmées. Fixées sur un tissu fibreux très solide, elles se redressent vers l'extérieur lorsque le requin ouvre la gueule, ce qui lui permet de mordre plus facilement une proie et de la maintenir fermement grâce à la concavité des dents. Certains requins perdent plus de 30 000 dents durant leur vie. Les dents trouvées dans des sites fossilifères peuvent alors servir à dater ces sites. Le taux de remplacement des dents varie de une fois tous les huit à dix jours à plusieurs mois. Chez la plupart des espèces, les dents sont remplacées une à la fois contrairement à certaines, comme le squalelet féroce, qui remplace une rangée entière. 
La forme de la dent dépend du régime alimentaire du requin et de son biotope : elles peuvent être du type coupeur, arracheur, agrippeur, broyeur... Les requins qui se nourrissent de mollusques, d'oursins et de crustacés ont des dents denses et aplaties utilisées pour le concassage, ceux qui se nourrissent de poissons ont des dents pointues et effilées, tandis que ceux qui se nourrissent de proies plus grosses, telles que les mammifères, ont des dents triangulaires avec des bords dentelés facilitant la coupe. Les dents des requins se nourrissant de plancton sont de petite taille et non-fonctionnelles.
Les dents de requin sont probablement issues de l'évolution de certains denticules dermiques (ou écailles placoïdes) autour de la bouche, d'où la difficulté de différencier ces deux structures dans les fossiles de requins. Ces denticules formant le revêtement cutané et les dents, présentent une cavité pulpaire entourée de dentine et surmontée, dans sa partie supérieure, d'une couche de tissu hyperminéralisé, l'émailloïde ou énameloïde.

### Nageoires

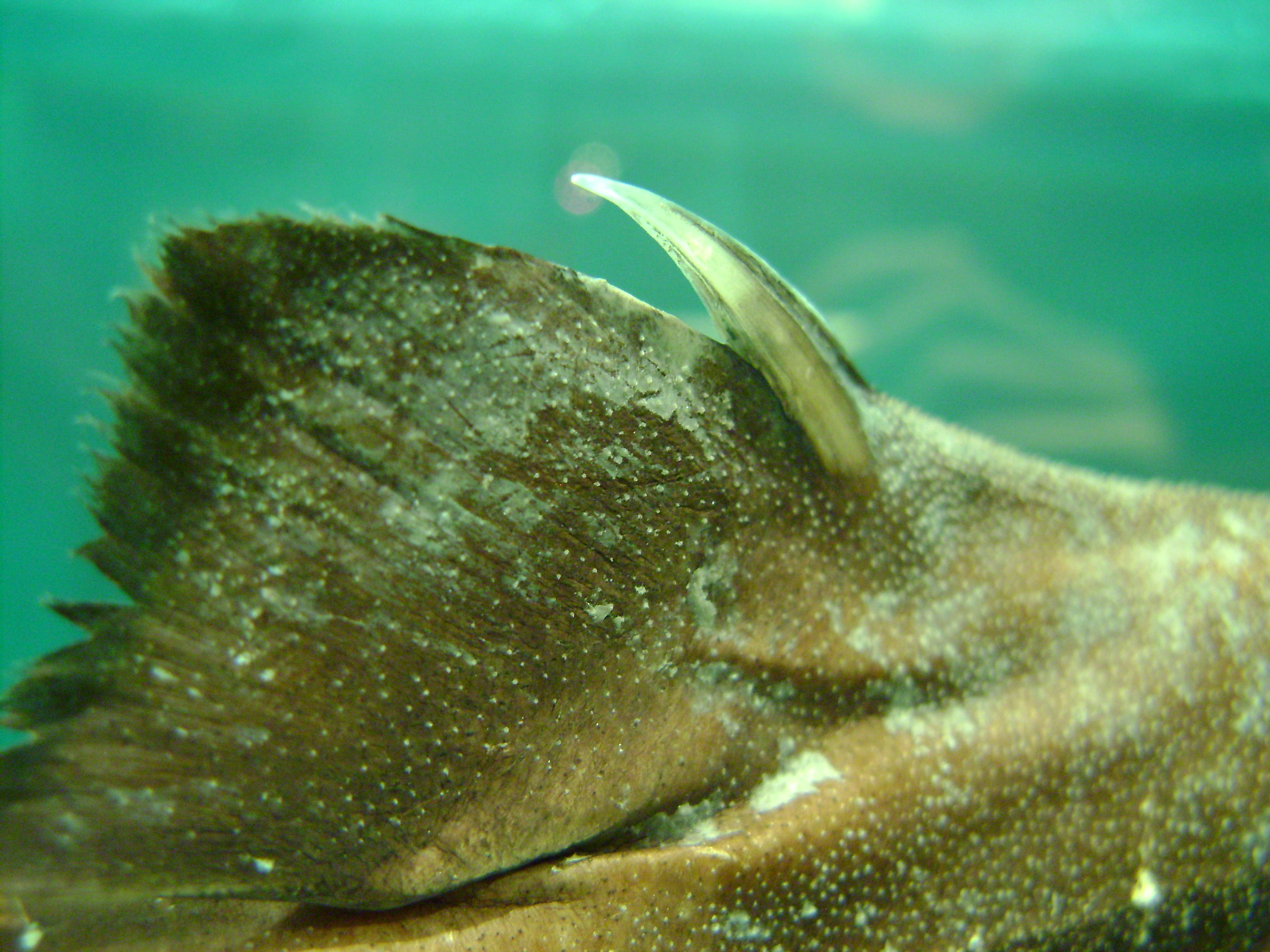
L'épine d'un aiguillat noir à l'avant de sa première nageoire dorsale.

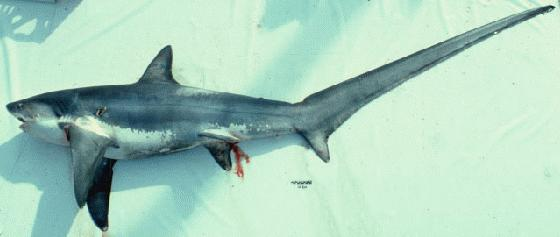
Les requins-renards utilisent leur longue nageoire caudale pour rassembler et assommer leurs proies.

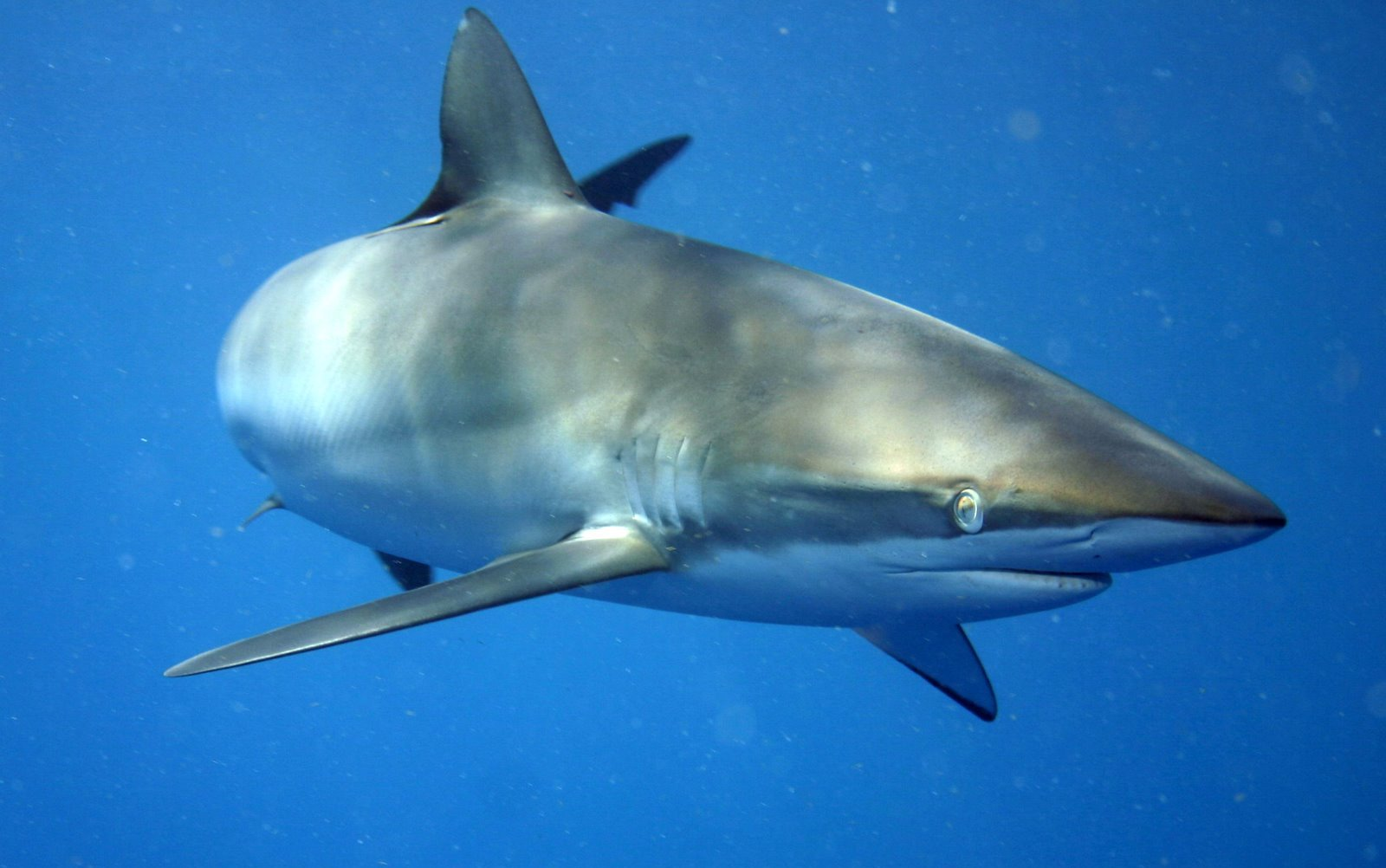
Un Requin soyeux dans son milieu naturel.

Le squelette des nageoires est allongé et soutenu par des rayons mous et non segmentés nommés cératotriches, filaments à base d'une protéine élastique ressemblant à la kératine cornée des cheveux et des plumes. La plupart des requins ont huit nageoires.
Les requins utilisent leur nageoire caudale pour se propulser et changer brutalement de direction, les nageoires pectorales font office de gouvernail selon le même principe que les ailerons d'avion, là où les nageoires dorsales servent de stabilisateurs. La plupart des requins sont obligés de nager en permanence, même à faible vitesse, afin de maintenir un courant d'eau apportant suffisamment d'oxygène à leurs branchies. Il arrive cependant que certains requins, plus particulièrement ceux vivant à proximité de récifs, se reposent sur le fond en se mettant face au courant, ce qui est suffisant pour qu'ils capturent l'oxygène nécessaire à leur métabolisme.
La vitesse et l'accélération dépendent de la forme de la nageoire caudale. Les formes varient considérablement entre les espèces de requins, en raison de leur évolution dans des environnements distincts. Les requins possèdent une nageoire caudale hétérocerque ; la partie dorsale est généralement plus grande que la partie ventrale. La colonne vertébrale du requin s'étend dans la partie dorsale, fournissant une plus grande surface pour la fixation du muscle. Cela permet une nage plus efficace compensant la flottabilité négative des poissons cartilagineux. Contrairement à la plupart des poissons osseux qui possèdent une nageoire caudale homocerque.
Le Requin-tigre a un gros lobe supérieur, ce qui lui permet de passer d'une nage lente à une nage rapide. Le Requin-tigre doit être capable de se tordre et de tourner dans l'eau facilement lors de la chasse à l'appui de son régime alimentaire varié, tandis que le Requin-taupe commun, qui chasse des bancs de poissons comme le maquereau et le hareng, a un gros lobe inférieur pour l'aider à suivre le rythme rapide de ses proies. La queue peut aussi aider à attraper des proies, comme chez le Requin-renard qui à le lobe supérieur très allongé pour assommer les poissons et les calmars.

### Peau

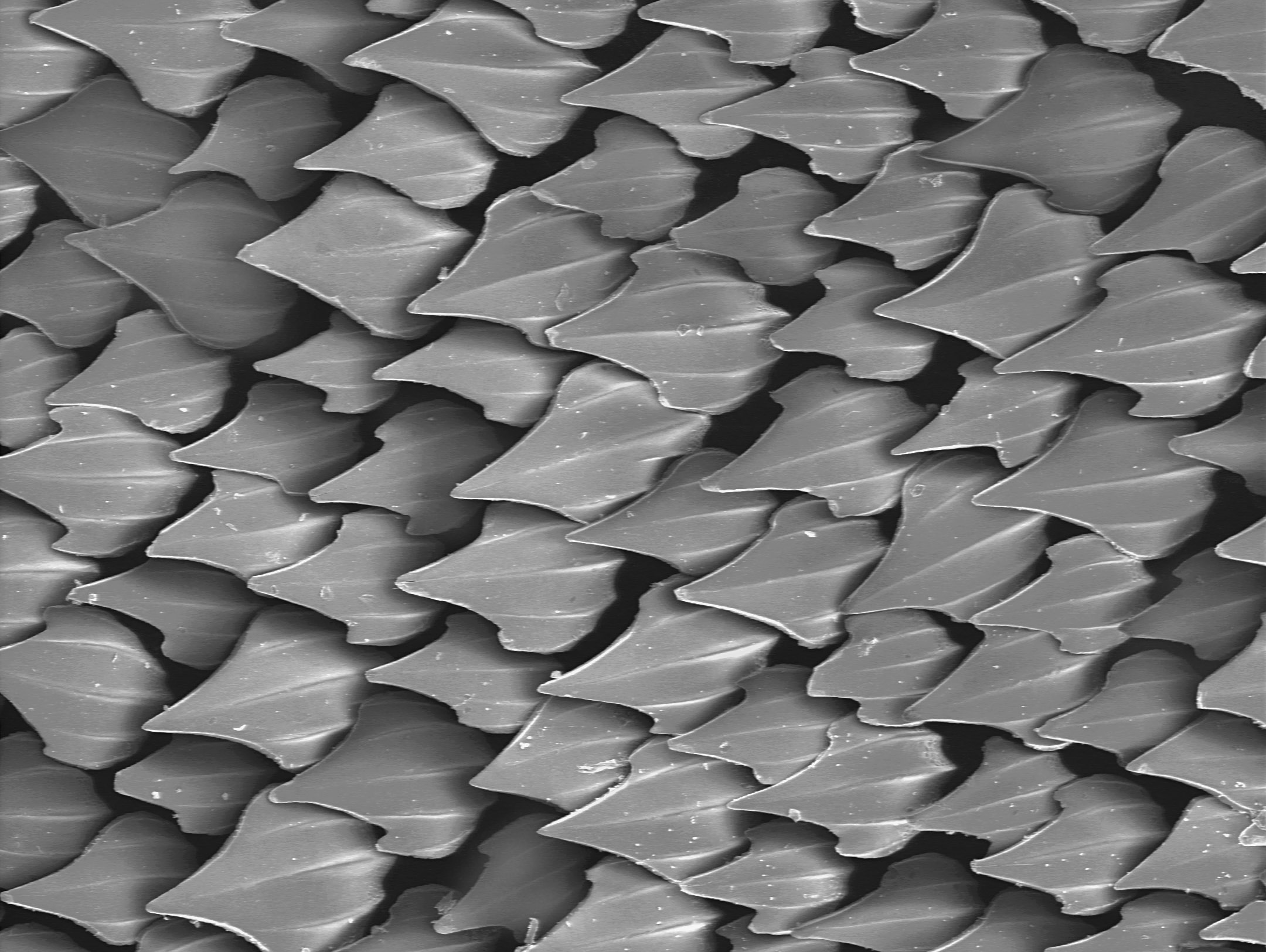
Denticules cutanés de petite roussette Scyliorhinus canicula.

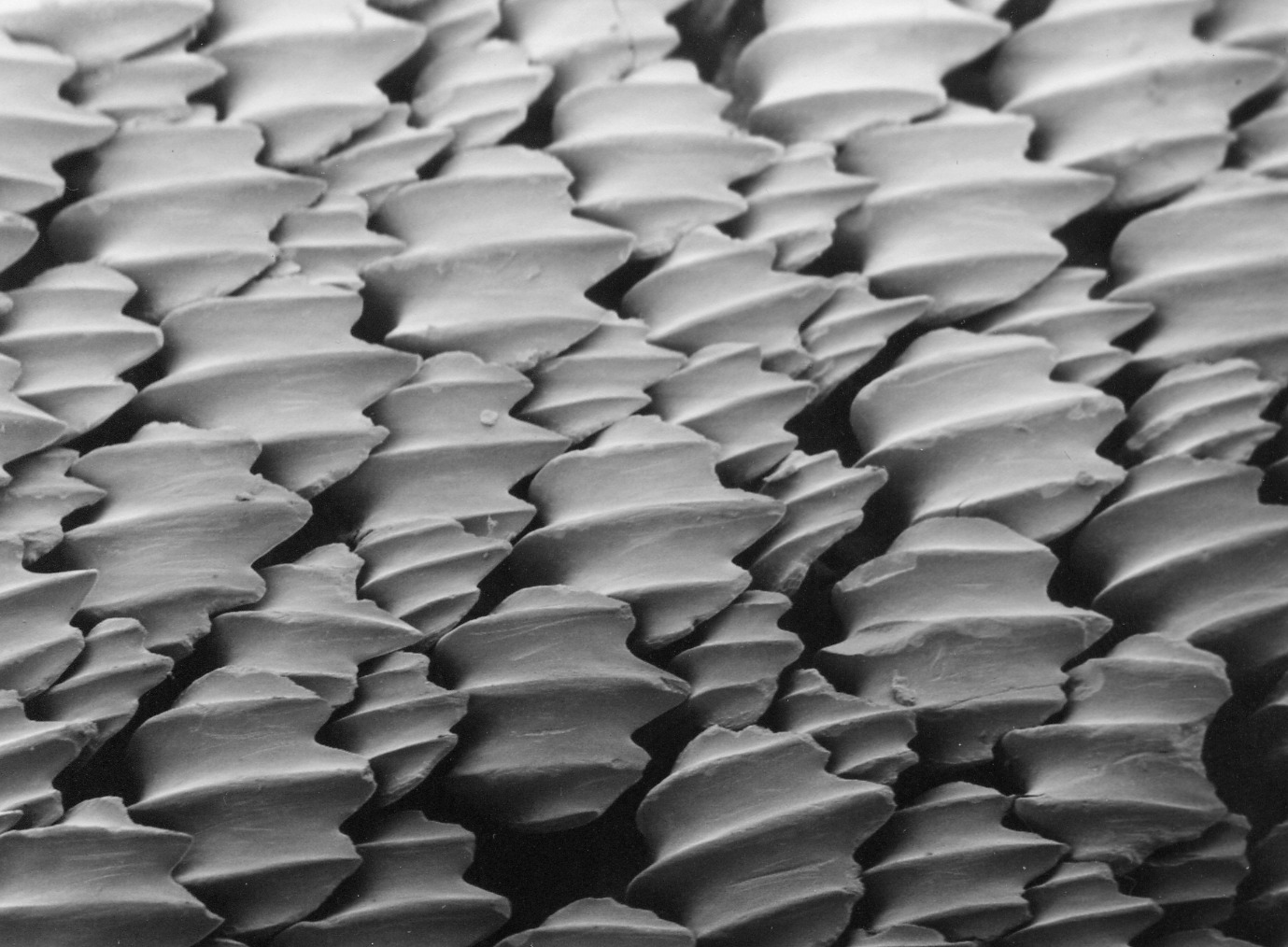
Denticules cutanés du requin-citron vus au microscope électronique à balayage.

Contrairement aux poissons osseux, les requins ont un corset cutané complexe fait de fibres de collagène flexibles et disposées de façon hélicoïdale en réseau autour de leur corps. Cet ensemble de denticules fonctionne comme un squelette externe, fournissant l'attachement de leurs muscles de natation et ainsi économisant de l'énergie. Leurs denticules dermiques leur donnent des avantages hydrodynamiques, car ils réduisent la turbulence lors de la nage.
La peau rugueuse des requins résiste aux micro-organismes. Cet atout est mis à profit par le biomimétisme. Anthony Brennan, ingénieur à l'université de Floride, explique que tous les requins ont des écailles superposées - les denticules - , trop dures pour être colonisées par des bactéries.
La peau des femelles est plus épaisse pour résister aux morsures des mâles pendant la parade nuptiale.

### Branchies
Les requins respirent à travers cinq à sept fentes branchiales. En général, plus la famille d'appartenance est primitive, plus le nombre de fentes est élevé. Comme chez les raies, les branchies sont protégées par un repli de peau. Cependant, les fentes branchiales des squales sont situées sur les flancs, tandis que celles des raies sont situées sur la face ventrale.

### Sens

#### Olfaction

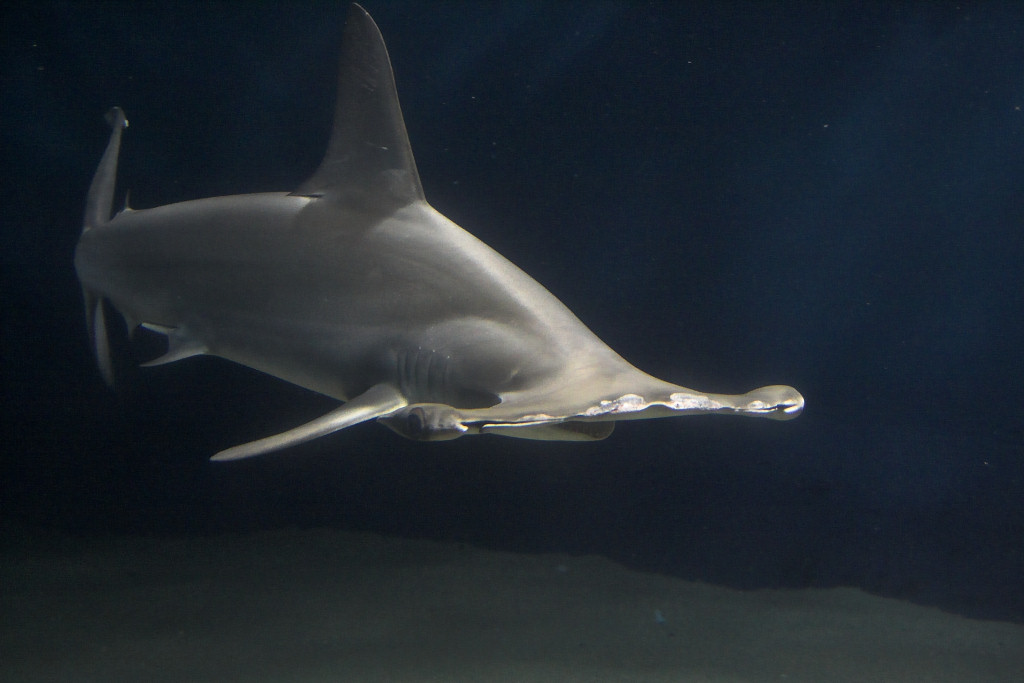
La forme de la tête du Requin marteau lui permet non seulement d'avoir une meilleure vision mais aussi un odorat plus développé grâce à ses ouvertures nasales plus écartées.

Beaucoup de requins ont un odorat très développé : leur centre olfactif pouvant occuper près de 50% de leur cerveau,, ils sont souvent appelés les « nez de la mer ». Ils peuvent détecter des concentrations très faibles (de l’ordre d'une molécule pour 1 million d’une solution molaire dans l’eau de mer) de certains composants du sang (hémoglobine, albumine), de la viande (acides aminés), de la peau ou des excrétions des poissons (triméthylamine, bétaïne). Il semble qu'une majorité de requins redoute les nécromones des requins en train de mourir (acide oléique produite peu avant la mort). Les requins préfèrent les odeurs des poissons gras comme le thon ou le maquereau alors qu'il est très peu sensible aux odeurs de sang des mammifères terrestres (dont l'être humain). Des expériences ont été menés pour créer des répulsifs à base de nécromones de squales en train de mourir, afin de protéger les marins en cas de naufrages, sans pour autant être concluantes car d'autres facteurs peuvent agir.
Ils possèdent deux ouvertures nasales (terme préférable à celui de narines puisque ces organes olfactifs sont des sacs - ou capsules - olfactifs non reliés au système respiratoire) symétriques et indépendantes l’une de l’autre, situées juste sous le bord de leur museau, au-dessus et de chaque côté de la gueule. Chaque ouverture est divisée en deux canaux par un clapet cutané : l'eau pénètre dans le sac olfactif par un canal (sillon inhalant), passe sur l'épithélium olfactif plissé (ces replis des lamelles olfactives disposées  en rosette permettent d'augmenter la surface d'échange avec les molécules odorantes) où l'odeur est détectée puis ressort par le sillon exhalant. Le flux d'eau dans les sacs olfactifs se fait naturellement pour les espèces nageant en permanence. Pour les espèces benthiques immobiles, le flux est pompé activement par les branchies et transmis aux sacs olfactifs via les sillons naso-oraux.
Leur odorat sert non seulement à repérer leurs proies (senties jusqu'à 75 m de distance en l'absence de tout autre stimulus sensoriel) mais aussi à reconnaître des composés chimiques qui facilitent leur orientation (phéromones d'autres requins ou des femelles de leur espèce ; salinité de différentes régions marines pour migrer ou repérer géographiquement des lieux de ponte ou de chasse…).
La détection du stimulus olfactif déclenche un comportement natatoire caractéristique : le requin nage en zigzag en balançant la tête de droite à gauche pour suivre la piste olfactive et remonter à la source odorante. Si l'odeur est perdue ou trop loin pour être détectée, le requin avance en effectuant un mouvement en forme de grand « S ».
Au sujet du mécanisme, l'hypothèse qui prévalait voulait que le requin s'orientait vers la source odoriférante grâce aux ouvertures nasales agissant par analyse différentielle de la concentration des odeurs dans l’eau. En fait, le requin prend la direction de l’odeur qui lui parvient en premier (même si elle est moins concentrée qu'une autre) et, à l'instar de la vision stéréoscopique, sent en « stéréo » : il s'oriente vers la source odoriférante en fonction du délai (analysé par le cerveau) de la perception de cette source entre l'ouverture nasale droite et gauche,.

#### Vision

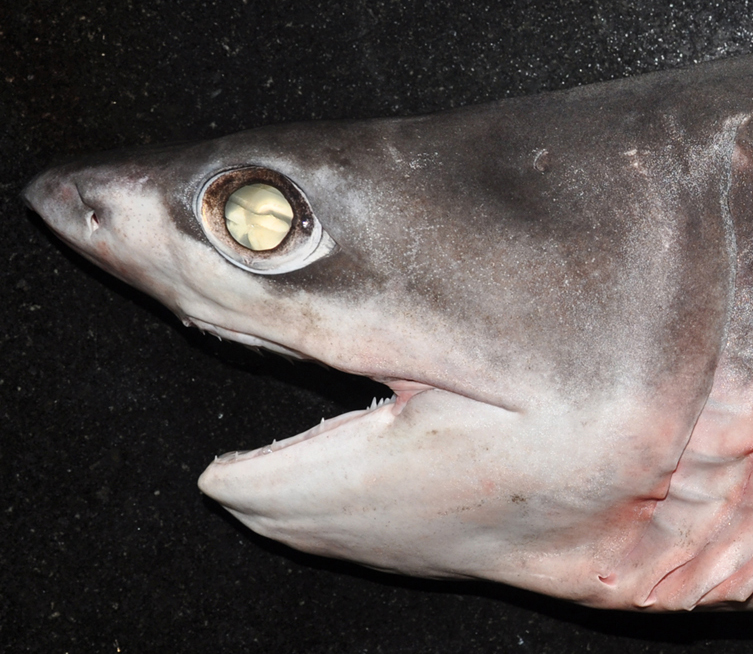
Le tapetum choroïdien est visible chez ce Requin perlon.

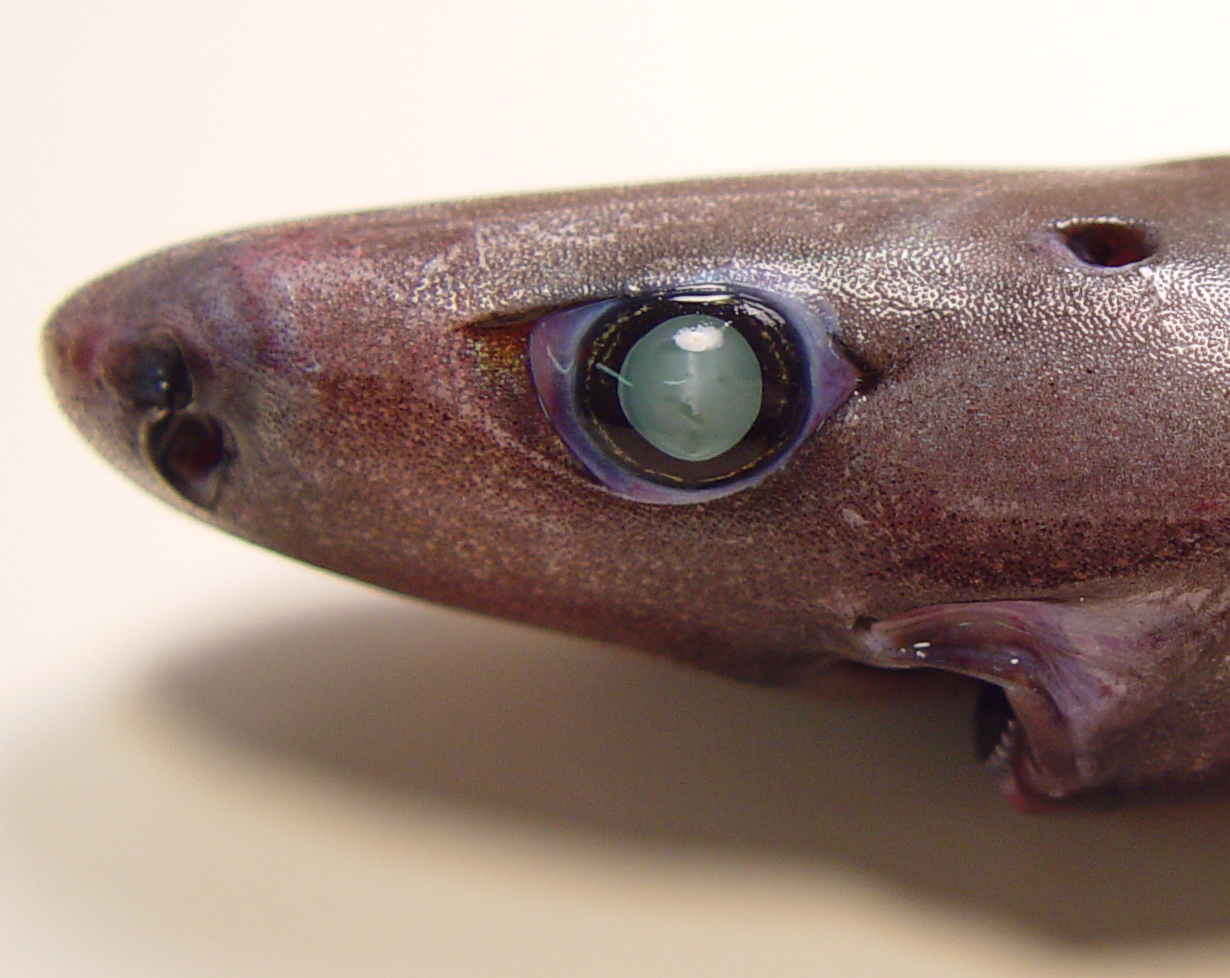
Détail de la tête d'un Etmopterus pusillus.

L'œil des requins est analogue à celui des vertébrés : il est composé d'un cristallin similaire, d'une cornée, d'une rétine ainsi que d'une pupille qui peut se dilater et se contracter (contrairement aux téléostéens) comme chez les êtres humains. Ils possèdent également un tapetum choroïdien, ce tissu  contient des cristaux de guanine facilitant la vision aquatique. Il est situé derrière la rétine et réfléchit la lumière, augmentant ainsi la visibilité dans les eaux sombres.
Il a également des paupières mais qui ne clignent pas, l'eau environnante nettoyant en permanence sa cornée.
Certaines espèces ont en plus une membrane nictitante, cette membrane recouvre les yeux pendant la chasse afin de les protéger. Cependant, certaines espèces, comme le Grand requin blanc, n'ont pas cette membrane, mais roulent leurs yeux vers l'arrière pour les protéger quand ils attaquent une proie.
L'importance de la vue dans le comportement de chasse des requins est débattue. Certains scientifiques pensent que l'électroréception et la chimioréception sont plus importantes, tandis que d'autres prennent la membrane nictitante pour preuve que les yeux sont importants. Vraisemblablement, le requin ne se protégerait pas les yeux s'ils étaient sans importance. Mais l'utilisation de la vue dans la chasse varie probablement avec les espèces et les conditions de l'eau. Le requin peut basculer entre une vision monoculaire et une vision stéréoscopique à tout moment.
En 2011, une étude australienne de microspectrophotométrie sur les photorécepteurs de 17 espèces de requins montrent que leurs photorécepteurs sont riches en bâtonnets mais n'ont pas de cônes ou un seul type de cône monochromatique, les rendant daltoniens. Les requins sont donc surtout sensibles à l'intensité du contraste entre le fond ambiant et l'objet. Ces chercheurs prévoient plusieurs applications à cette découverte : combinaisons de plongée et planches de surf adaptées pour éviter les attaques de requins, leurres des lignes de pêche industrielle moins attractifs pour éviter que les requins ne s'y prennent accidentellement.

#### Ouïe
Le requin peut percevoir des sons jusqu'à deux kilomètres de distance. Les plus jeunes peuvent détecter entre 100 et 300 Hz.

#### Toucher
Grâce à un organe appelé système latéral, le requin perçoit les mouvements de l'eau.

#### Ampoules de Lorenzini

électro récepteur et canal des lignes latérales.

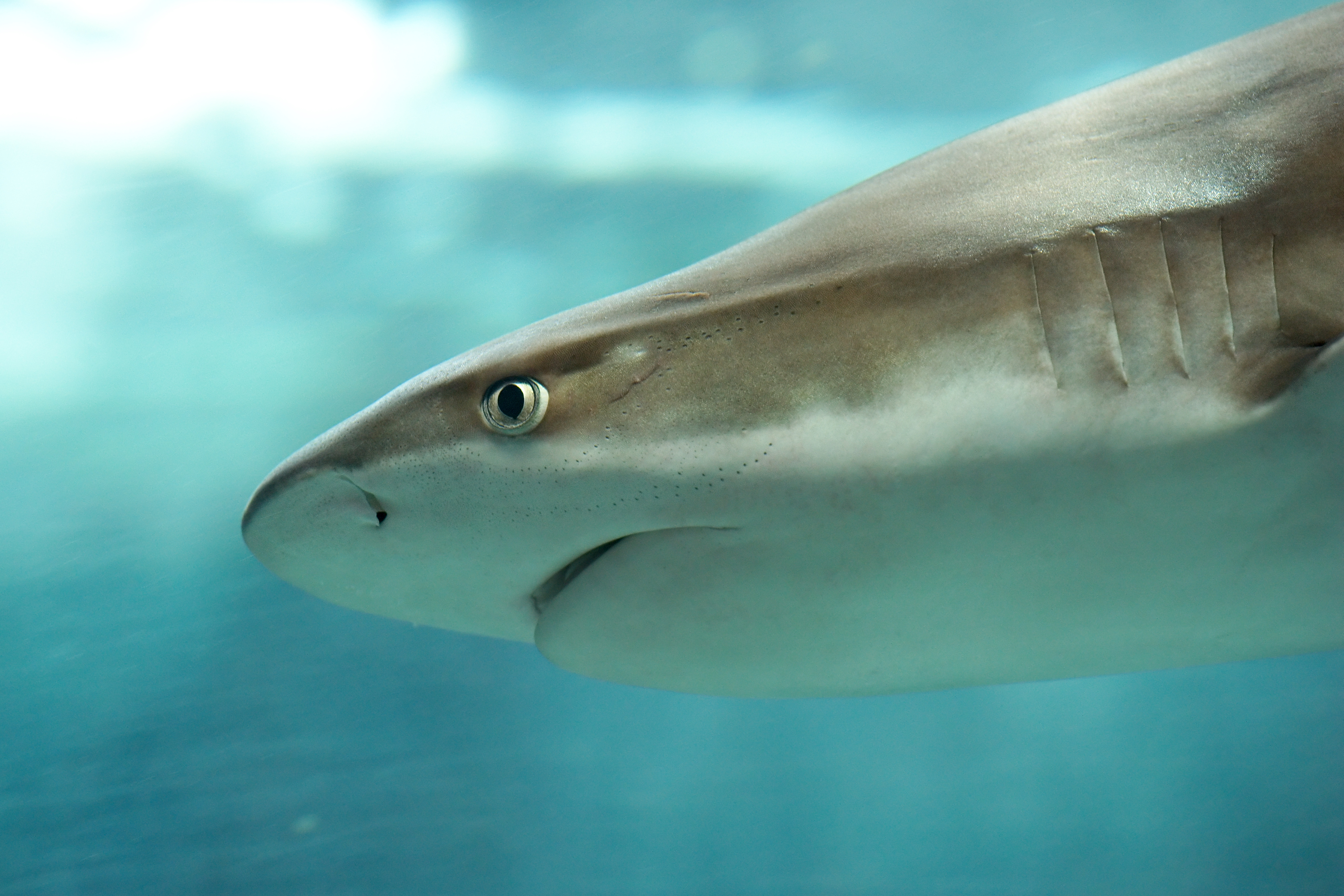
Les ampoules de Lorenzini sont clairement visibles sur ce Requin à pointes noires.

Les requins possèdent des organes sensitifs spéciaux appelés ampoules de Lorenzini pouvant détecter des champs électromagnétiques aussi bien que des gradients de la température (ce gradient étant la direction où la température augmente le plus). Ils fournissent aux requins et aux raies un véritable sixième sens.
Chaque ampoule se compose d'un canal rempli d'une sorte de gelée s'ouvrant sur la surface par un pore dans la peau et se terminant dans un faisceau de petites poches pleines de cellules électroréceptrices. Les ampoules sont la plupart du temps groupées en paquets à l'intérieur du corps, chaque faisceau ayant des ampoules reliées avec différentes parties de la peau, mais gardant une symétrie gauche/droite. La longueur des canaux change selon chaque animal, mais la distribution des pores semble spécifique à l'espèce. Les pores se présentent comme des taches foncées sur la peau.

## Systématique

Arbre phylogénétique putatif des requins actuels, avec clefs d'identification des 8 ordres.

### Taxonomie
529 espèces sont répertoriées en 2014, dont une cinquantaine vivent dans les profondeurs des eaux hexagonales.
Liste des ordres de requins du super-ordre Selachimorpha de la classification classique ou de l'infra-classe des Selachii selon World Register of Marine Species (10 mars 2016) :
- super-ordre des Galeomorphi
  - ordre des Carcharhiniformes (Requins-marteau, Roussettes, Requins de récifs…)
  - ordre des Heterodontiformes (Requins dormeurs…)
  - ordre des Lamniformes (Requin pèlerin, Grand requin blanc, Requins renards, Requins taupes…)
  - ordre des Orectolobiformes (Requin baleine, Requins nourrices, Requins tapis…)
- super-ordre des Squalomorphi
  - ordre des Hexanchiformes  (Requin-lézard, Requin griset…)
  - ordre des Pristiophoriformes (Requin-scie)
  - ordre des Squaliformes  (Aiguillat…)
  - ordre des Squatiniformes (Ange de mer…)

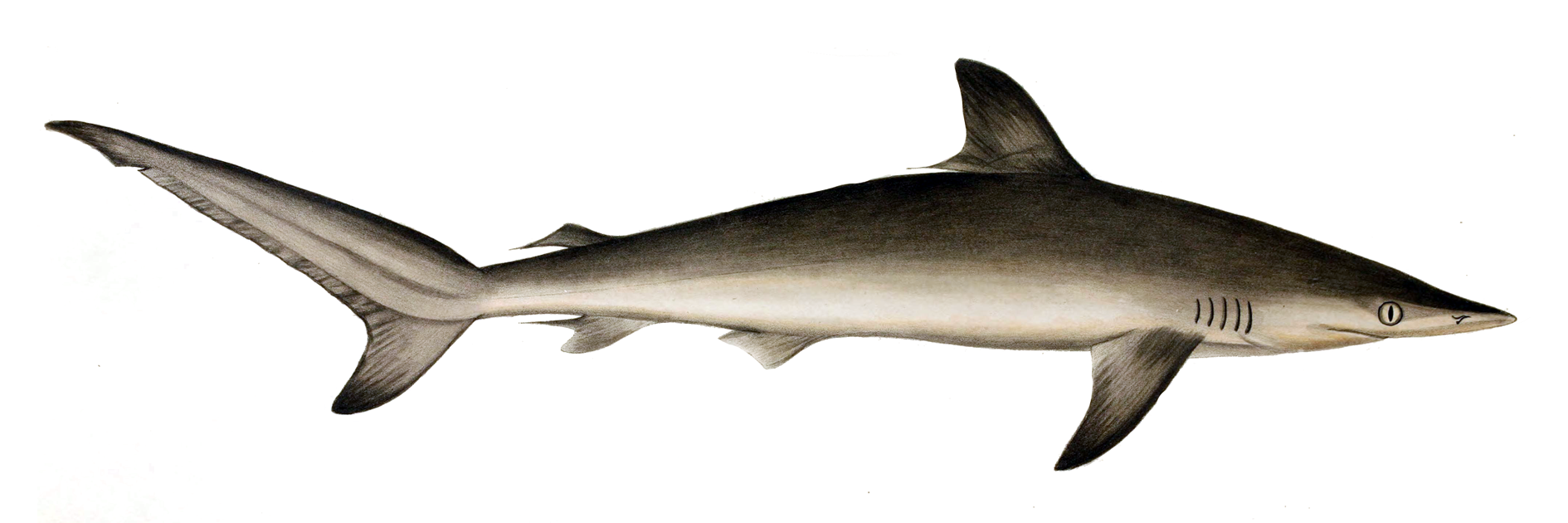
Carcharhiniformes
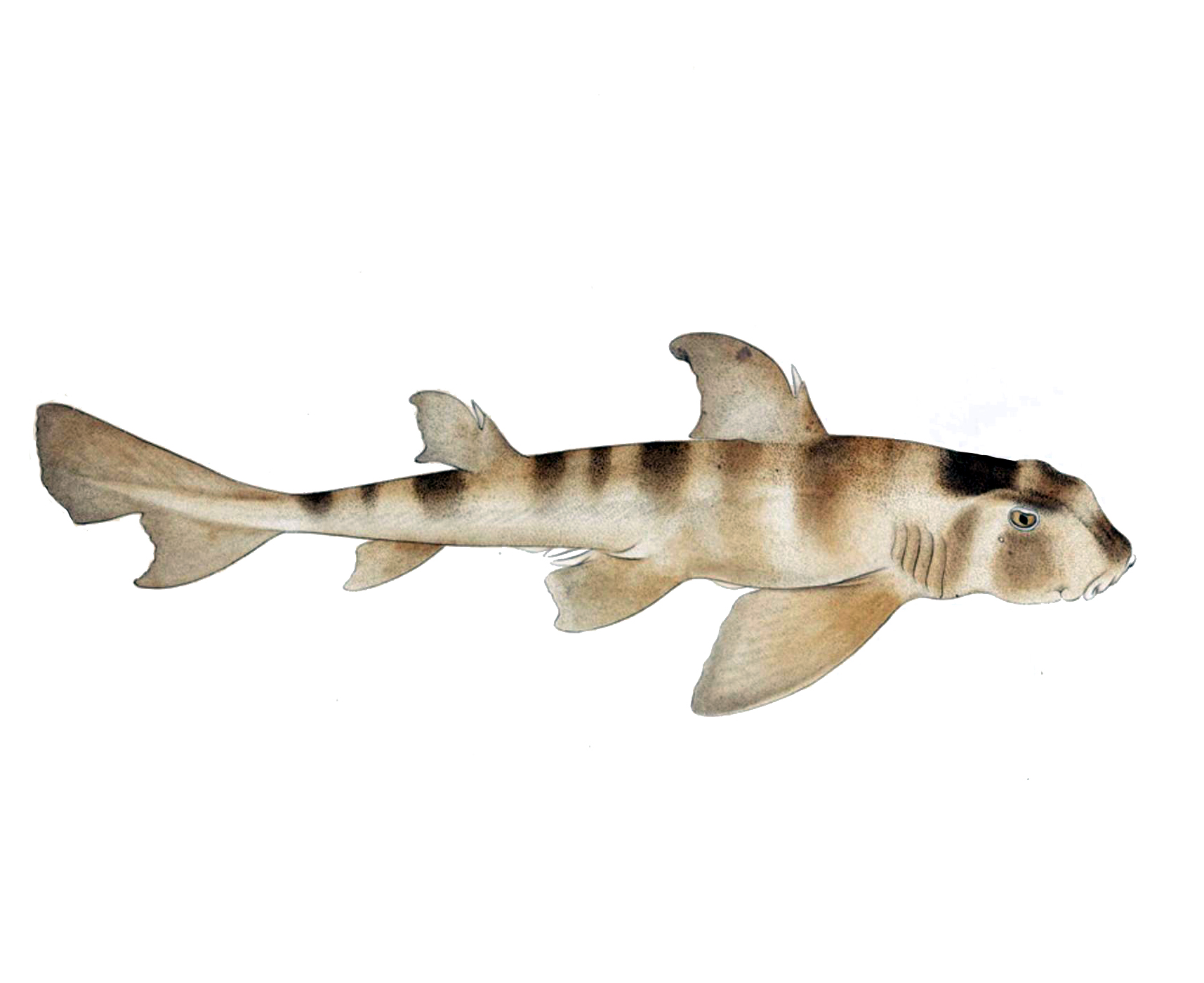
Heterodontiformes
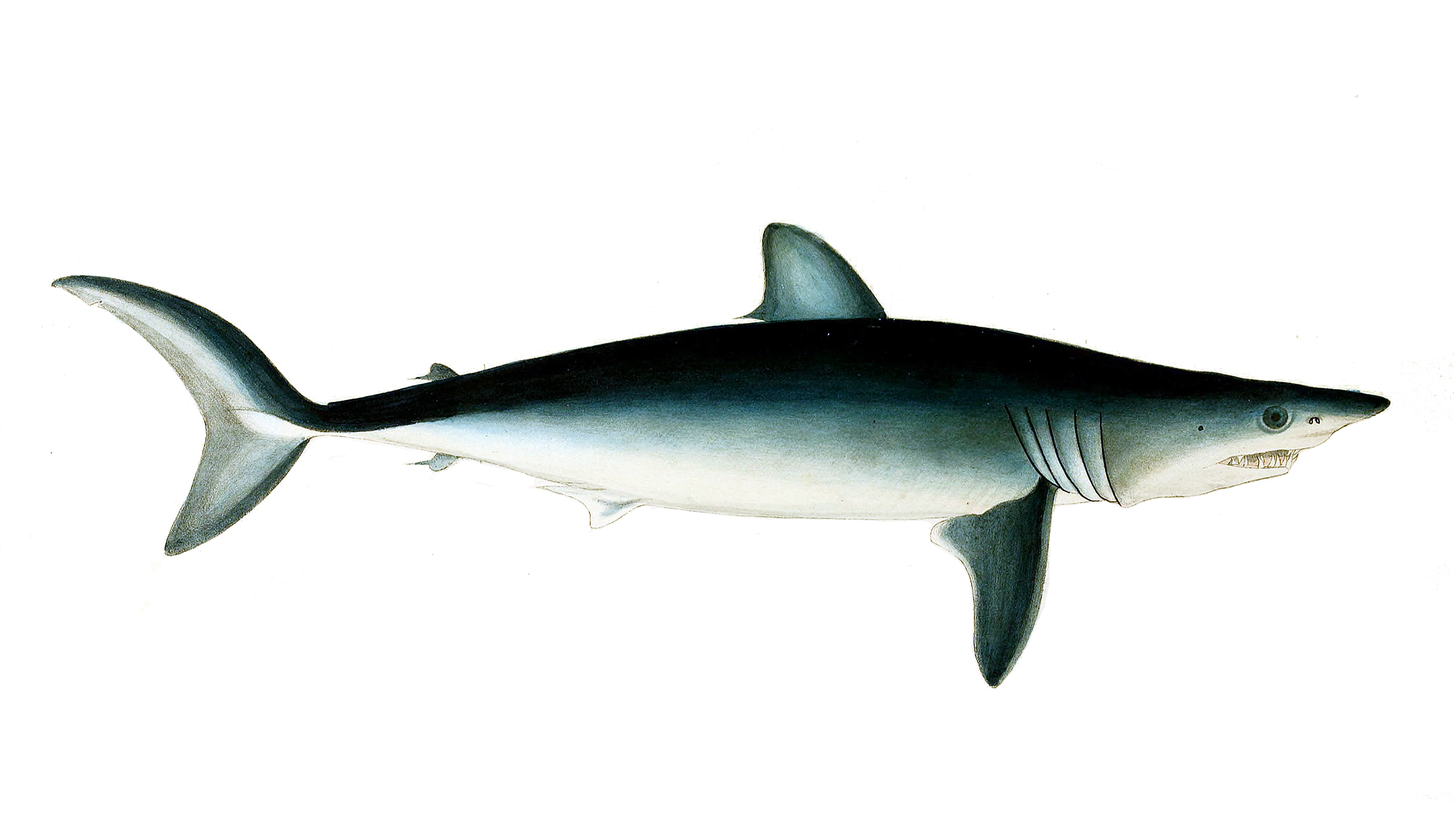
Lamniformes
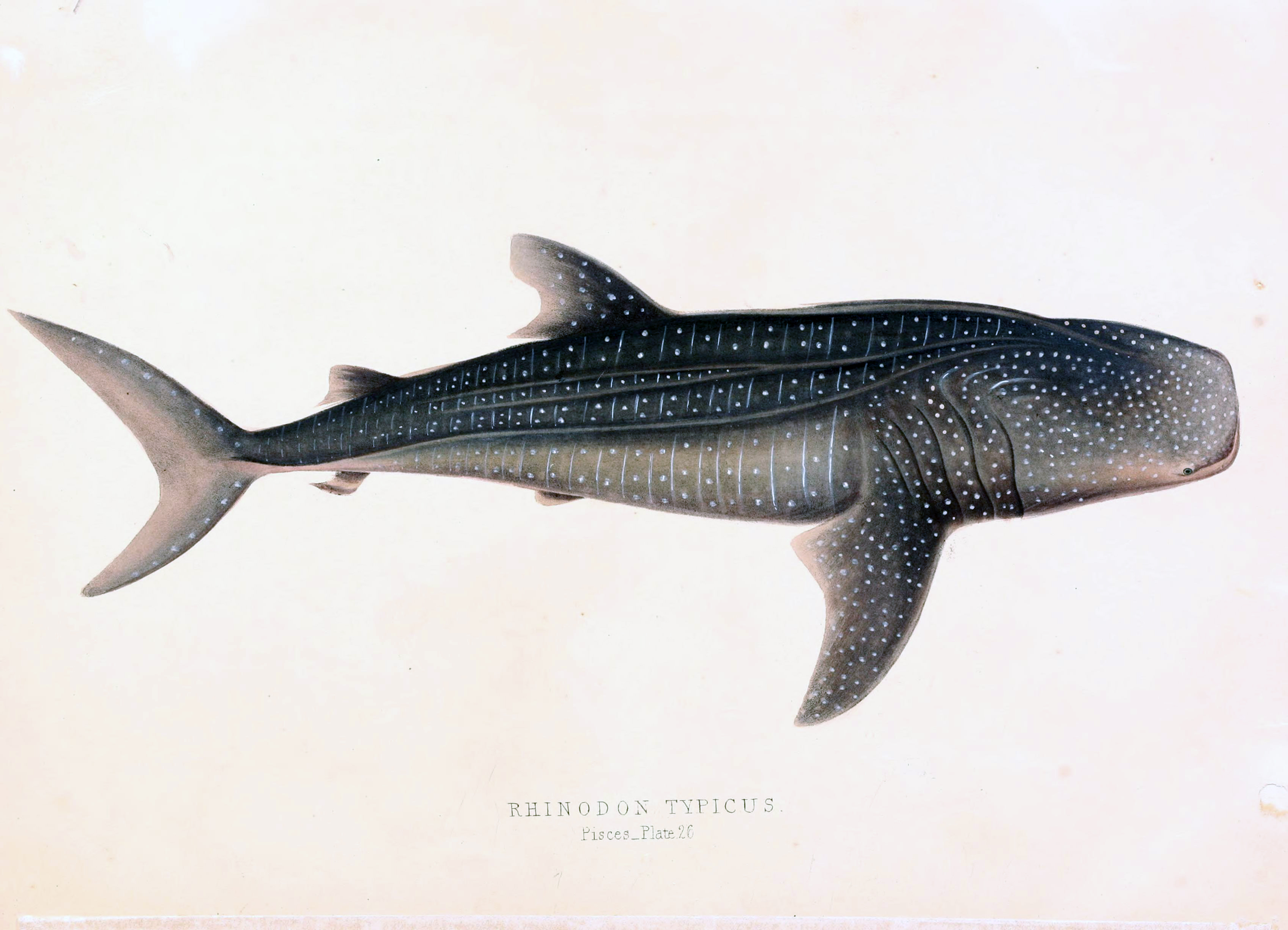
Orectolobiformes
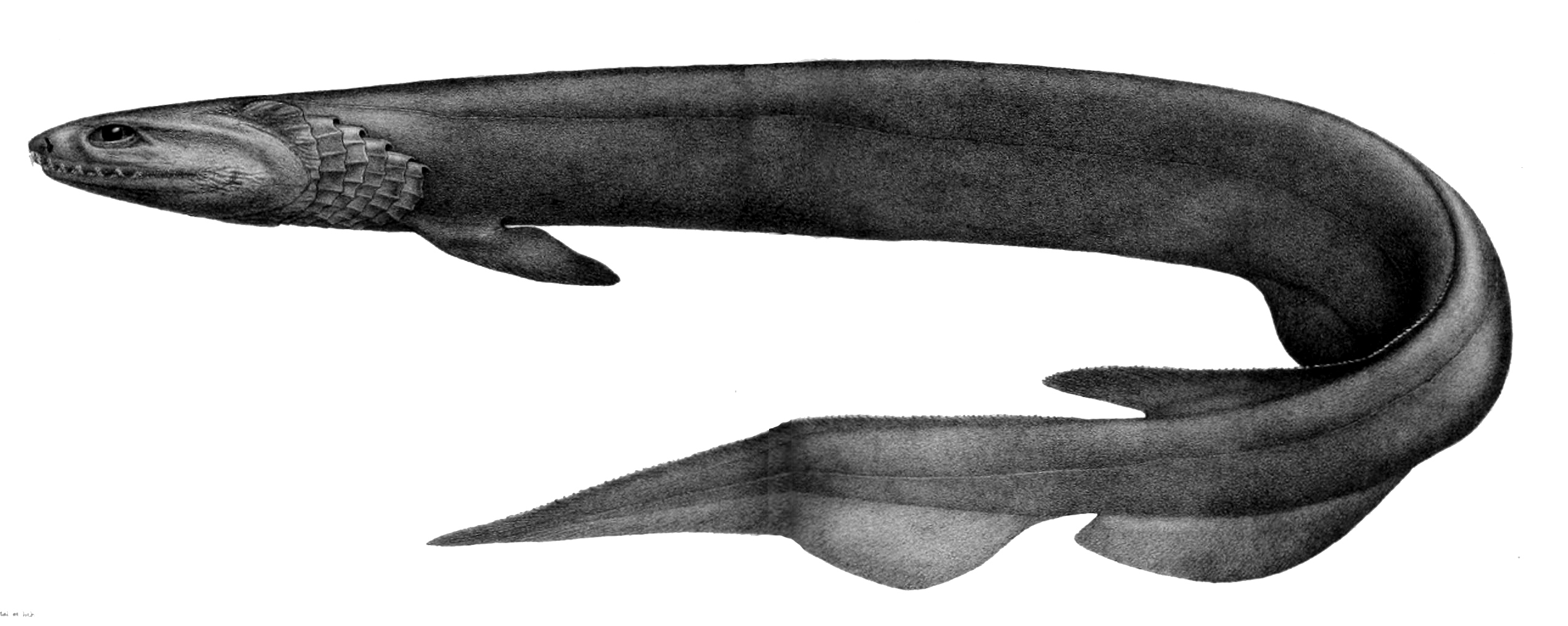
Hexanchiformes
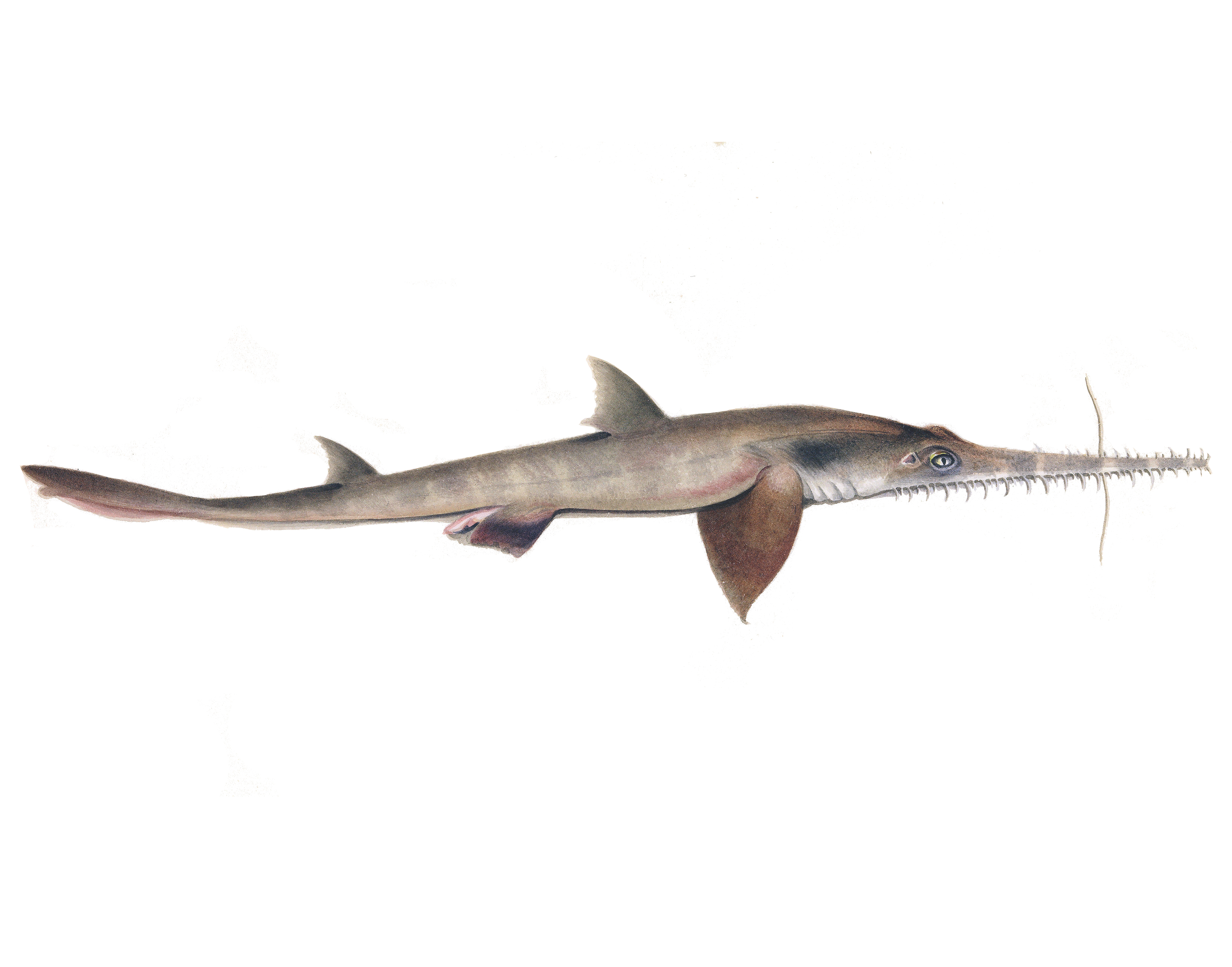
Pristiophoriformes
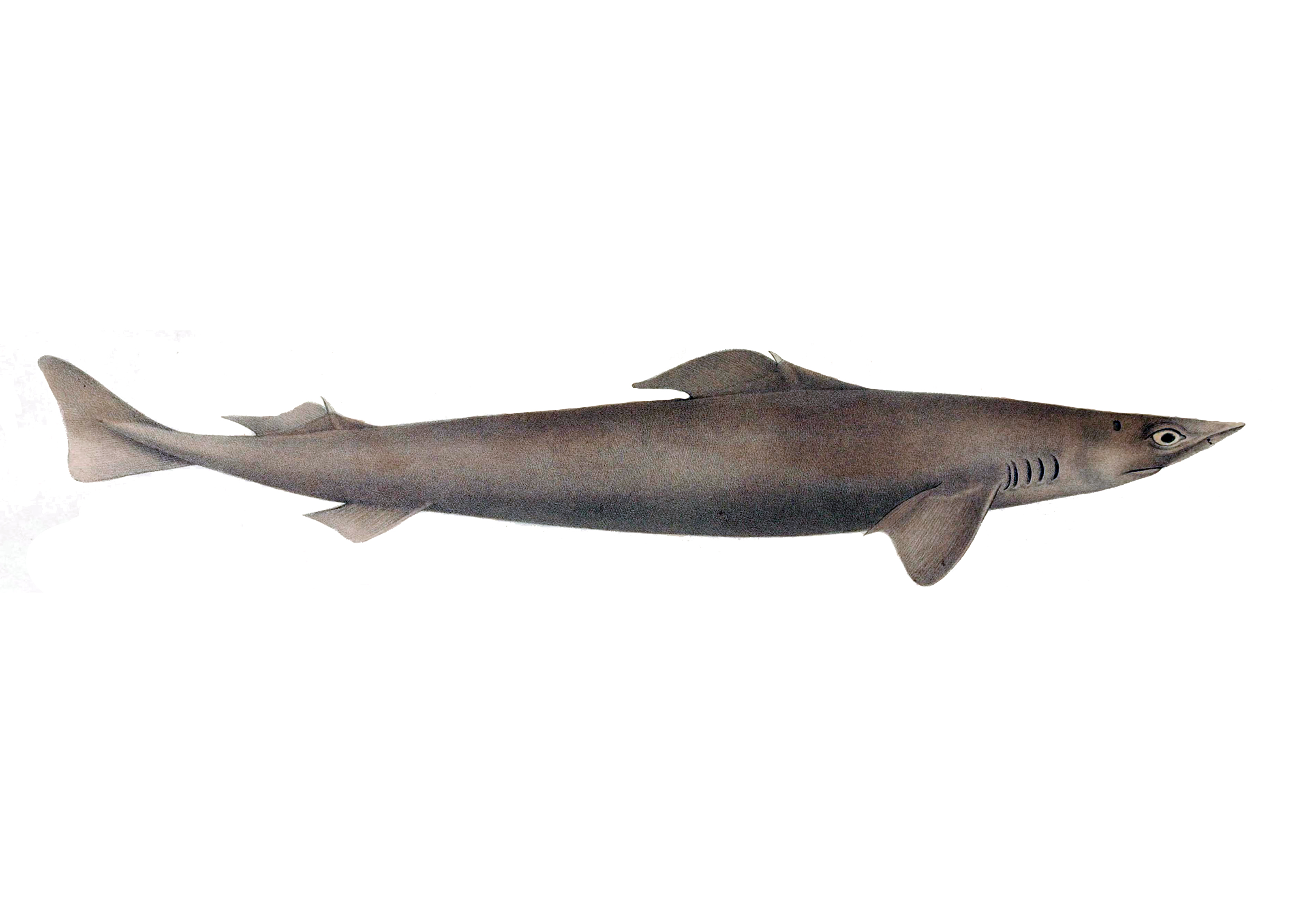
Squaliformes
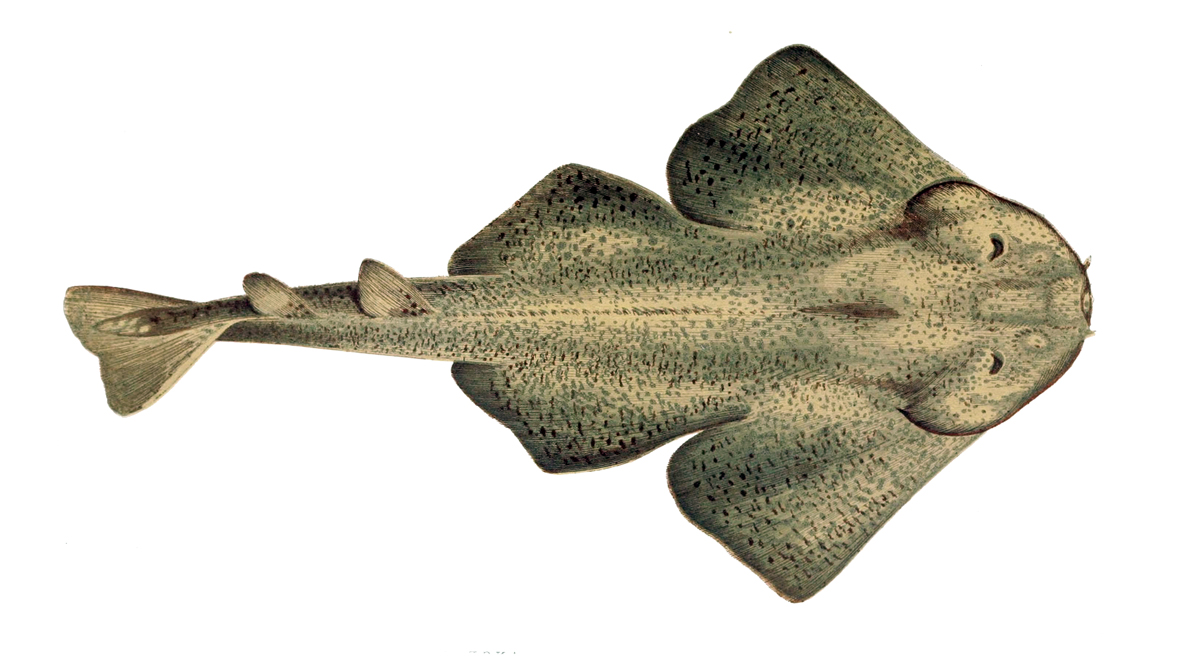
Squatiniformes

### Histoire évolutive

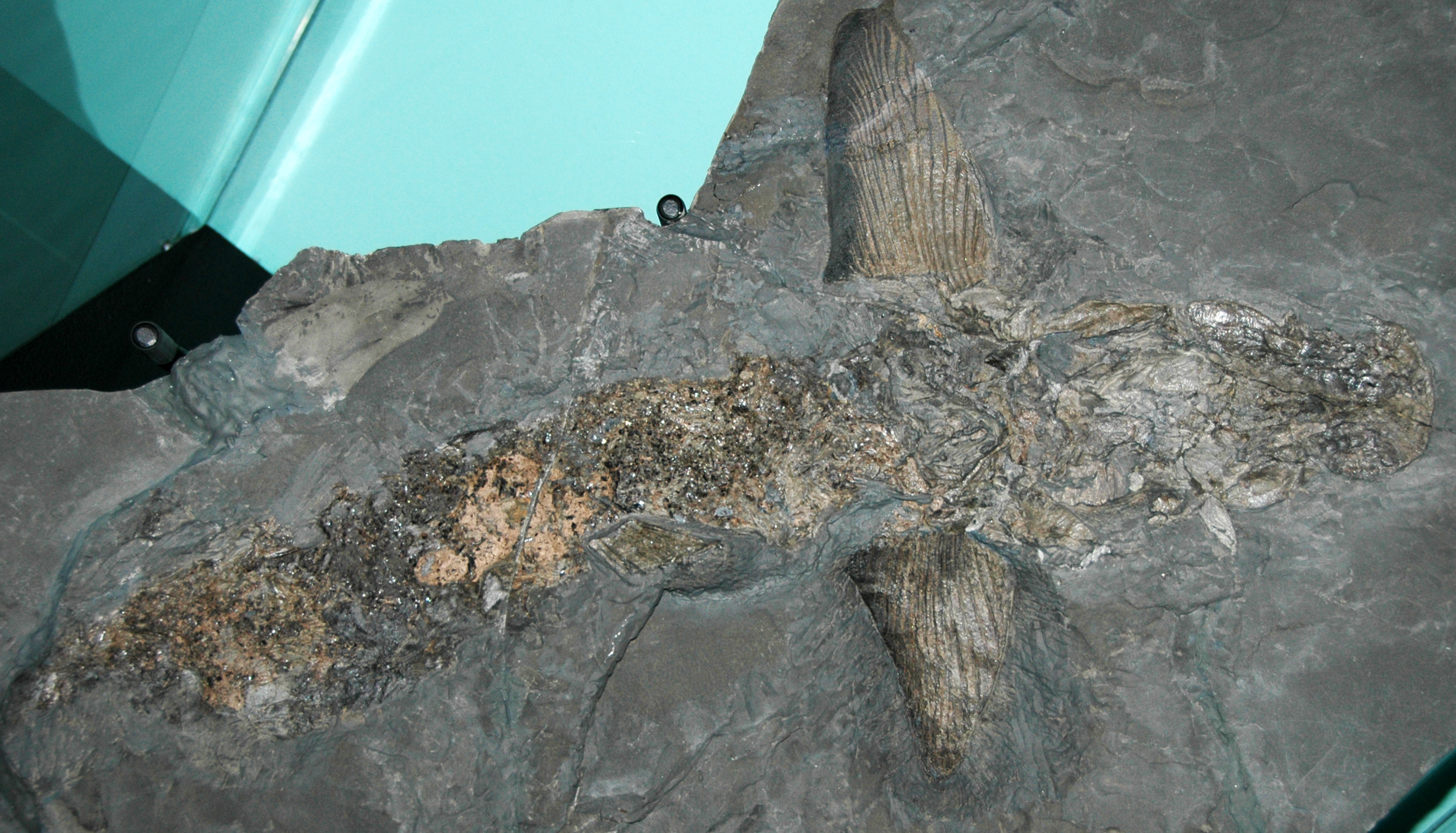
Fossile de Cladoselache fyleri.

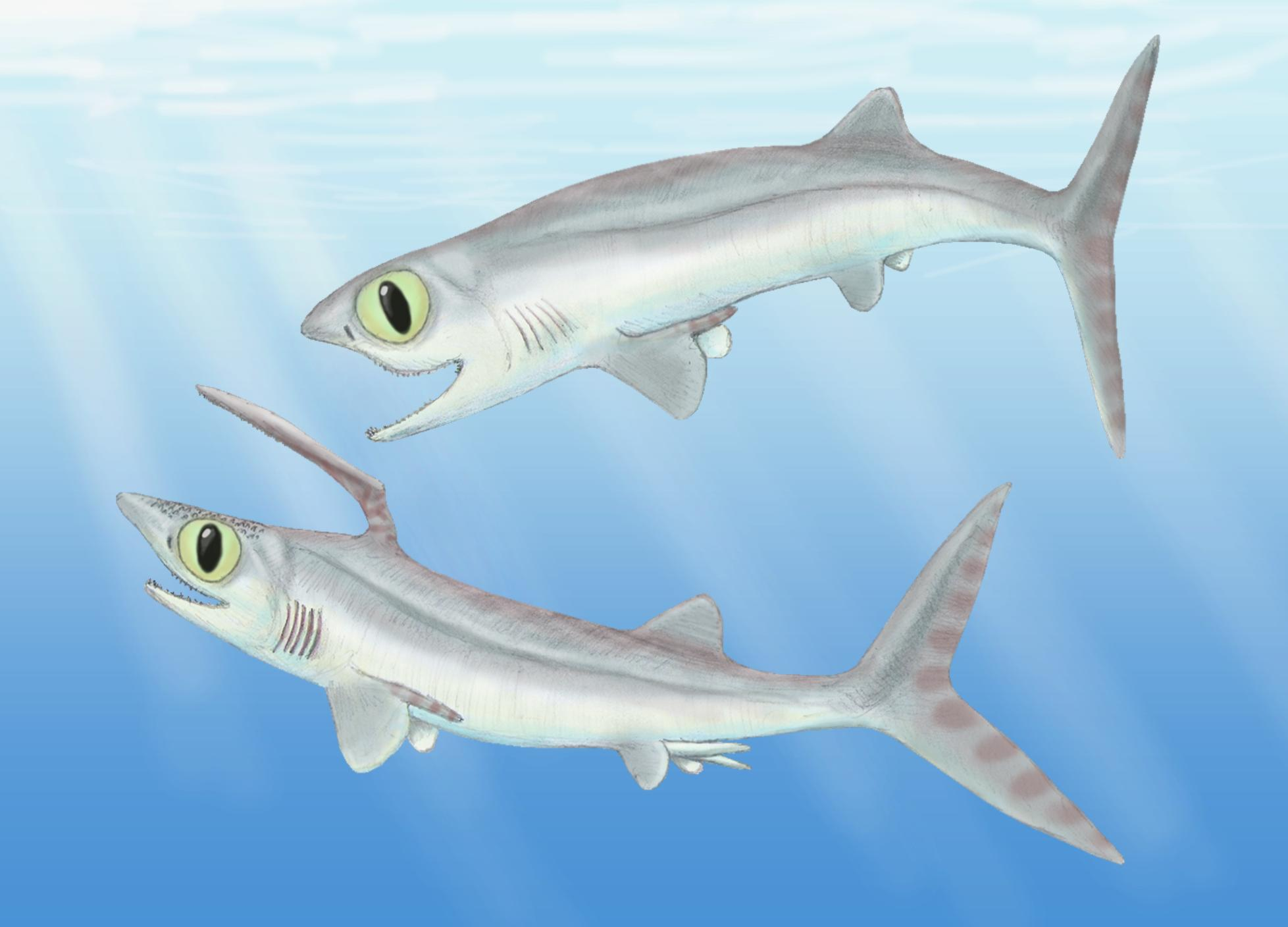
Restitution paléoartistique de deux requins paléozoïques du genre Falcatus.

Les fossiles complets de requins sont rares, car leurs squelettes de nature cartilagineuse, plus mou que de l'os, se décomposent plus rapidement : seuls une dizaine de sites fossilifères dans le monde entier ont livré des requins complets. Les dents fossilisées de requin, appelées glossopètres, ainsi que les denticules sont par contre fréquentes. La phylogenèse du requin est donc particulièrement délicate
Les requins apparaissent au cours du Dévonien, l'« âge des poissons ». Les squelettes les plus anciens, découverts à la fin du XIXe siècle dans l'État de l'Ohio aux États-Unis, sont du genre Cladoselache, et datent du Dévonien supérieur (360 Ma). Ceux de Stethacanthus ont une longueur d'environ 70 cm. Ces requins sont alors des prédateurs rapides mais sont loin d'être en position de superprédateur mais plutôt de proie, en particulier des Placodermes qui sont les géants des mers à cette époque, tel Dunkleosteus qui peut atteindre jusqu'à 9 mètres de long. La disparition des Placodermes vers 354 Ma lors de l'extinction du Dévonien libère une niche écologique et favorise le développement des chondrichtyens, en particulier en matière de diversité.
À la fin du Permien, une extinction de masse se produit, faisant disparaître 90 % des espèces marines, dont des chondrichtyens. Une deuxième extinction à la fin du Trias opère à nouveau une sélection et élimine, par exemple, les xénacanthes qui avaient vécu pendant 200 Ma. Au Mésozoïque, les hybodontes se distinguent par leur grande taille (au moins 3 m) et une mâchoire capable de broyer n'importe quelle carapace. Au Jurassique, les néosélaciens sont en compétition avec les hybodontes mais l'extinction du Crétacé il y a 65 Ma provoqua la fin des hybodontes ainsi que celle de beaucoup d'autres espèces à commencer par les dinosaures.
Ces néosélaciens ont la plupart des caractéristiques du requin moderne. Le mégalodon a probablement été le superprédateur des océans tropicaux à partir du Miocène, d'une taille supposée de 20 m, on trouve en abondance ses dents fossilisées. Ce requin s'est éteint vraisemblablement il y a 1,6 Ma.

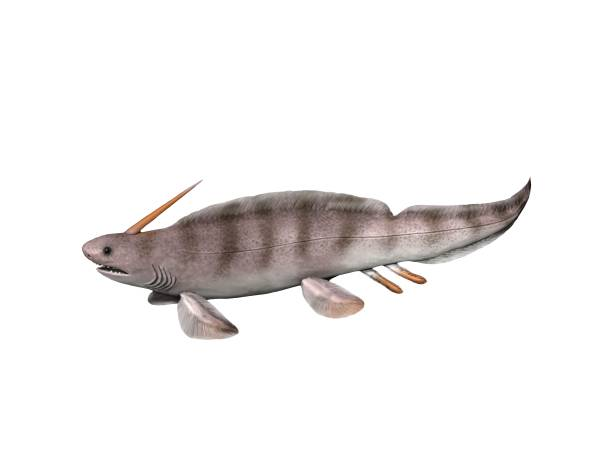
Restitution paléoartistique d'un Xenacanthus decheni (Xenacanthida - Paléozoïque)
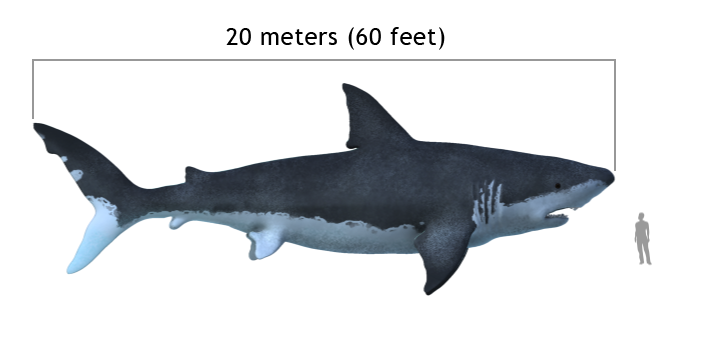
Reconstitution d'un Mégalodon (Carcharocles megalodon, Lamniformes - Cénozoïque)

#### Fossiles

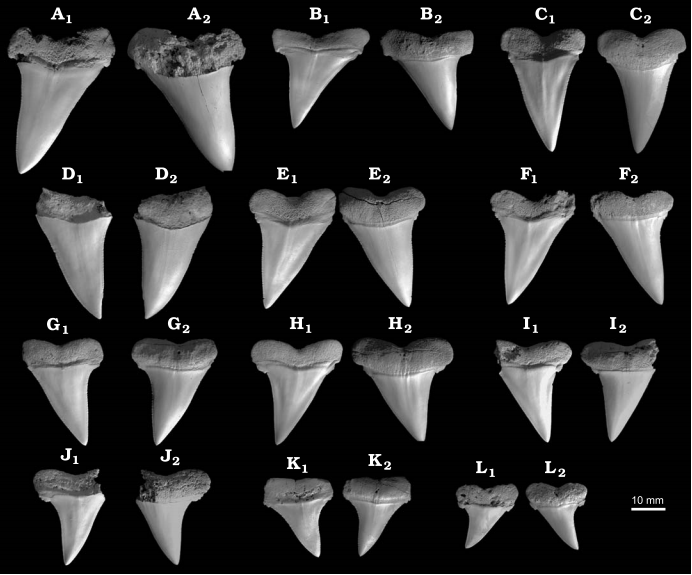
Dents fossiles de Carcharomodus escheri, espèce éteinte ayant vécu au Miocène.

Les poissons cartilagineux laissent très peu de fossiles du fait que les cartilages qui composent leur squelette se conservent moins bien que les os calcifiés des ostéichthyens, clade qui inclut certains poissons et les vertébrés. Cependant, les dents des Elasmobranchii, dont les requins, sont, elles, abondantes, du fait que ceux-ci en perdent et en fabriquent tout au long de leur vie. Les dents des chimères sont, elles, beaucoup plus rares. Certaines épines recouvrant le corps des Chondrichthyes, qui sont de la même matière que les dents, sont aussi régulièrement découvertes, mais elles aussi plus rares. Ainsi, une grande partie des espèces fossiles décrites l'ont été sur la base de simples dents, à partir desquelles il est souvent difficile d'inférer l'allure générale de l'animal. Cependant, certaines conditions exceptionnelles (Lagerstätte, calcaires lithographiques...) permettent parfois la préservation de l'empreinte des parties molles, et quelques fossiles ainsi préservés éclairent sur l'évolution morphologique de ces animaux.
Les dents de requins fossiles ont longtemps été une énigme. C'est Fabio Colonna qui, le premier, démontre de façon convaincante que les glossopètres sont des dents de requin, dans son traité De glossopetris dissertatio publié en 1616.
Louis Agassiz est le premier ichtyologiste à classer les poissons fossiles. Les volumes de ses Recherches sur les poissons fossiles parus entre 1833 et 1843 recensent et nomment près de la moitié des requins fossiles actuels. La classification des espèces fossiles est en grande partie complétée par le catalogue d'Arthur Smith Woodward, Catalogue of the Fossil Fishes in the British Museum (1889–1901).
Les squelettes les plus anciens furent découverts à la fin du XIXe siècle dans l'État de l'Ohio aux États-Unis et sont du genre Cladoselache datant du Dévonien supérieur (360 Ma).

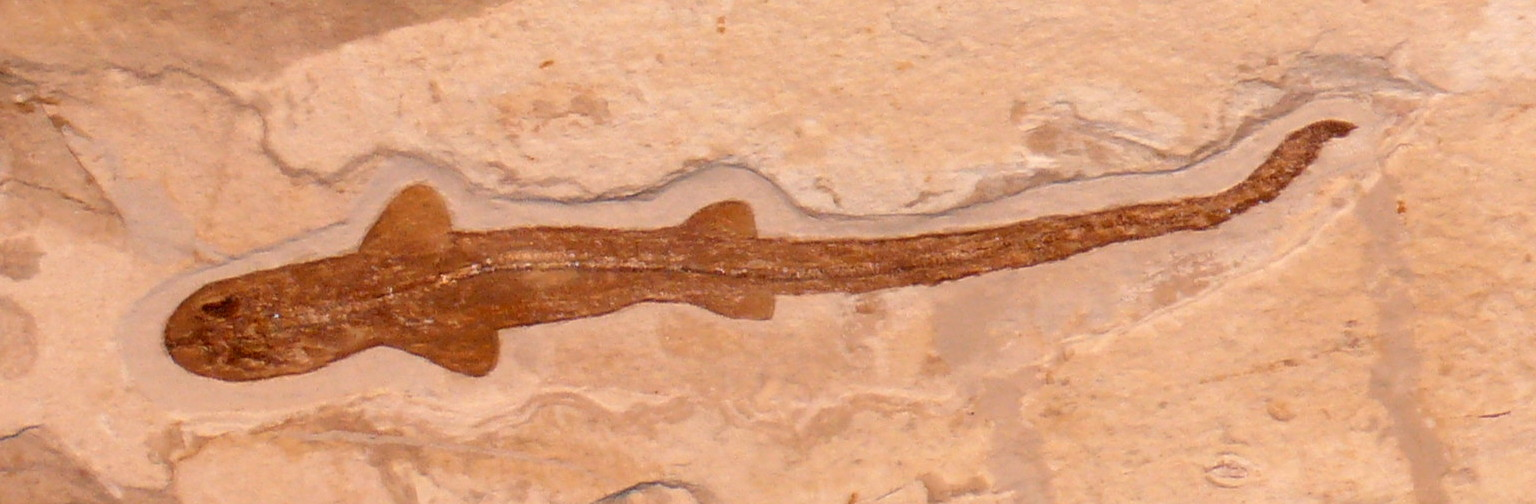
Paratriakis curtirostris (Carcharhiniformes)
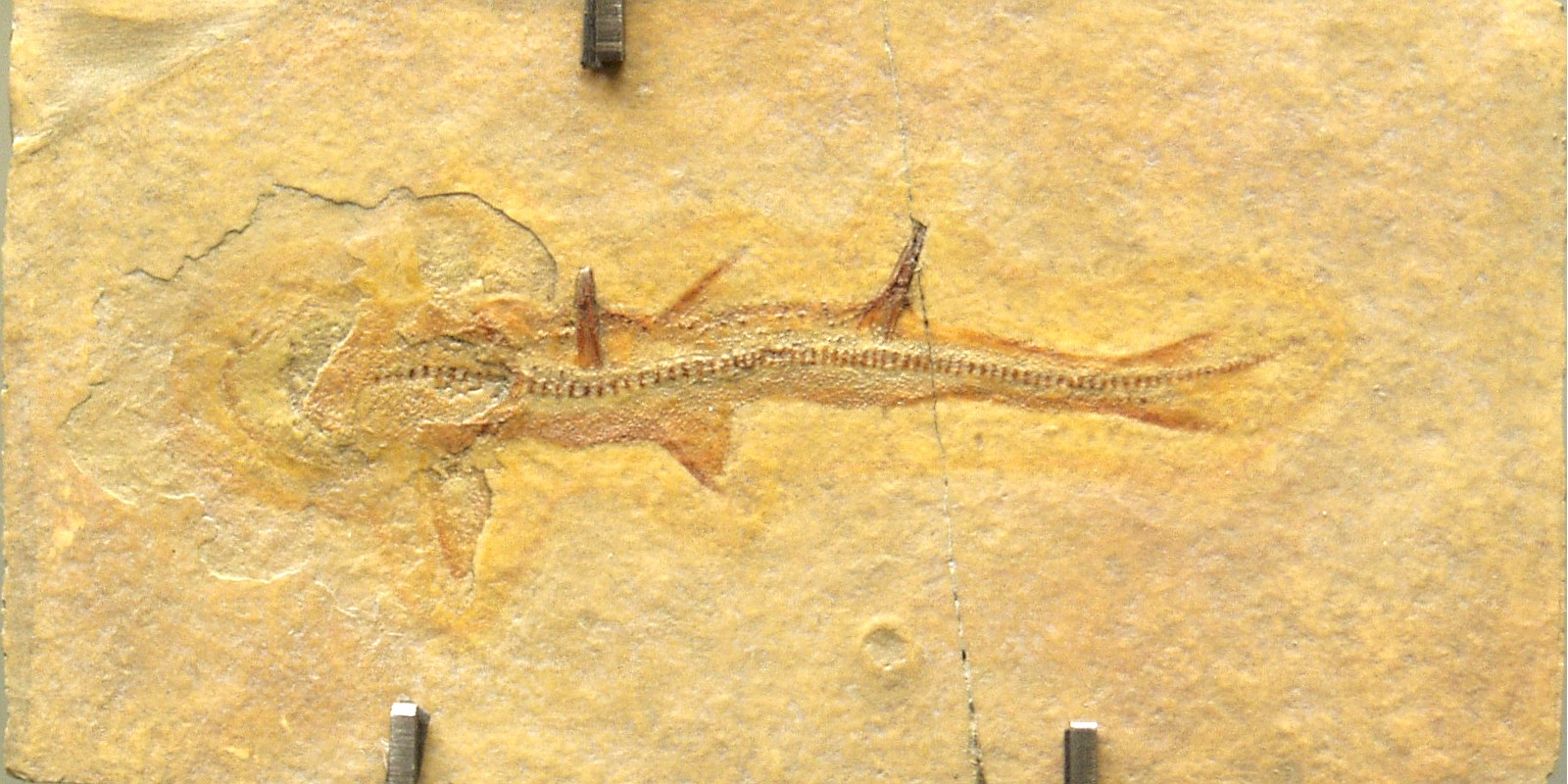
Heterodontus zitteli (Heterodontiformes)
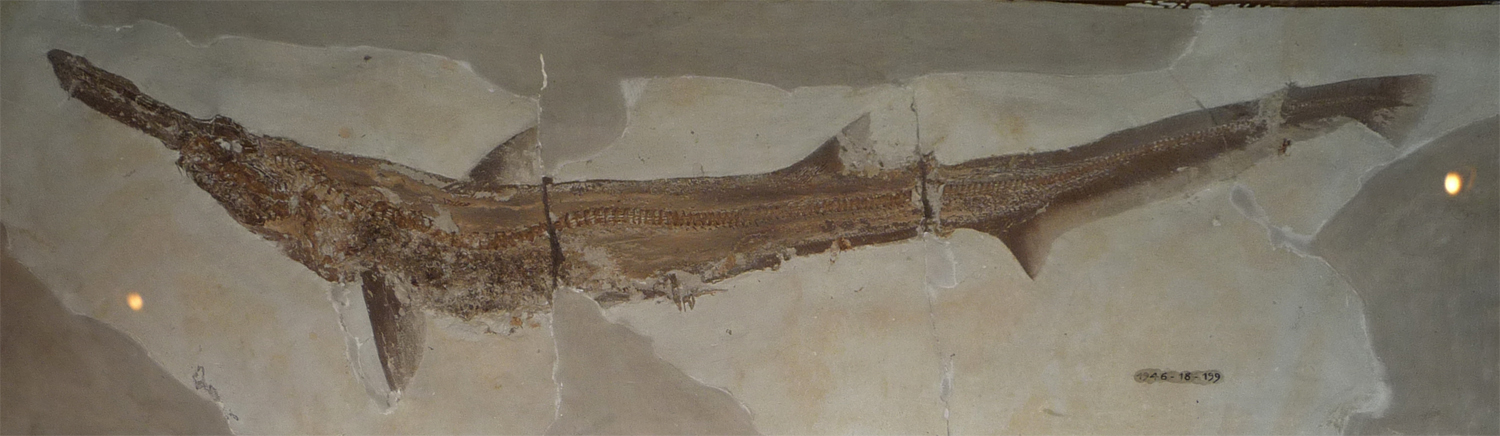
Scapanorhynchus sp. (Lamniformes)

#### Phylogénie

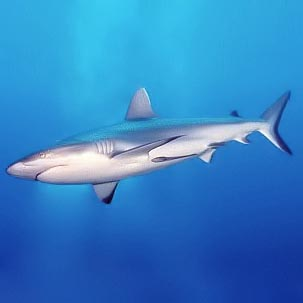
Un Requin gris de récif.

Les premières études phylogénétiques, qui se basaient sur la morphologie, plaçaient les raies parmi les requins, ce qui en faisait un groupe polyphylétique d'espèces. Les sélachimorphes étaient alors divisés en deux groupes, Galea et Squalea. Ce dernier rassemblait certains requins et toutes les raies, avec comme trait commun l'absence de nageoire anale (sauf pour les Hexanchiformes), un caractère typique des poissons dits primitifs. En 2003, la phylogénie moléculaire a rendu ce regroupement obsolète, suggérant que les ressemblances anatomiques entre les raies et les requins modernes ne sont que le fruit de convergences évolutives. Les requins forment donc un groupe monophylétique d'espèces divisé en deux groupes : les Galeomorphii et les Squalimorphii, complètement distinct des raies (devenues le super-ordre des Batoidea). Cependant, la position des ordres au sein du super-ordre est encore sujette à débat et varie selon les études.
| Heinicke et al. (2009) étude sur 12S, 16S, RAG1 | Vélez-Zuazo & Agnarsson (2011) étude sur 16S, cytochrome b, COI, NADH2, RAG1 |
| --- | --- |
| - Selachimorpha - Batoidea - - Squalimorphii - Hexanchiformes - - Pristiophoriformes - - Squaliformes - Squatiniformes - Galeomorphii - Heterodontiformes - - Orectolobiformes - - Lamniformes - Carcharhiniformes | - Selachimorpha - Batoidea - - Squalimorphii - Hexanchiformes - - - Pristiophoriformes - Squatiniformes - Squaliformes - Galeomorphii - Heterodontiformes - - Lamniformes - - Orectolobiformes - Carcharhiniformes |

## Répartition et habitat

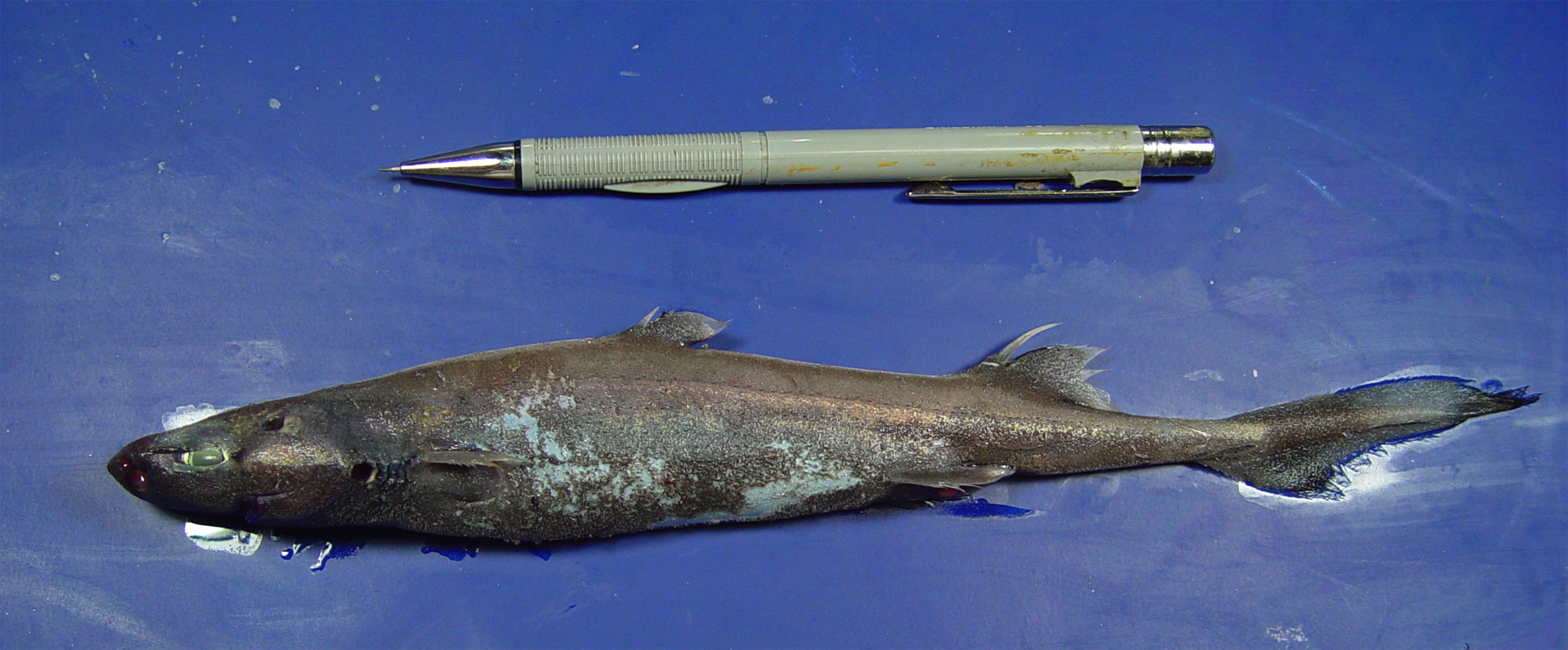
Etmopterus schultzi vit entre 200 et 1000 m de profondeur.

Les requins sont présents dans toutes les mers et tous les océans du globe, à l'exception de l'Antarctique. Quelques espèces, comme le Requin-bouledogue (Carcharhinus leucas), sont capables de vivre en eau douce ou peu salée (fleuves, rivières, estuaires, lacs). Il leur arrive de remonter certains fleuves jusqu'à plus de 3 000 km à l'intérieur des terres, comme dans le Zambèze et le lac Victoria, en Afrique. Des membres d'une espèce (Pristiophoridés) sont même présents dans le Lac Titicaca, en Amérique du Sud, s'y étant retrouvés enfermés après que l’ensemble de l’Altiplano a été soulevé autrefois.
Certaines espèces sont pélagiques, d'autres côtières ; on trouve des requins depuis la surface jusqu'à 2,500 m de profondeur environ.

### Comportement

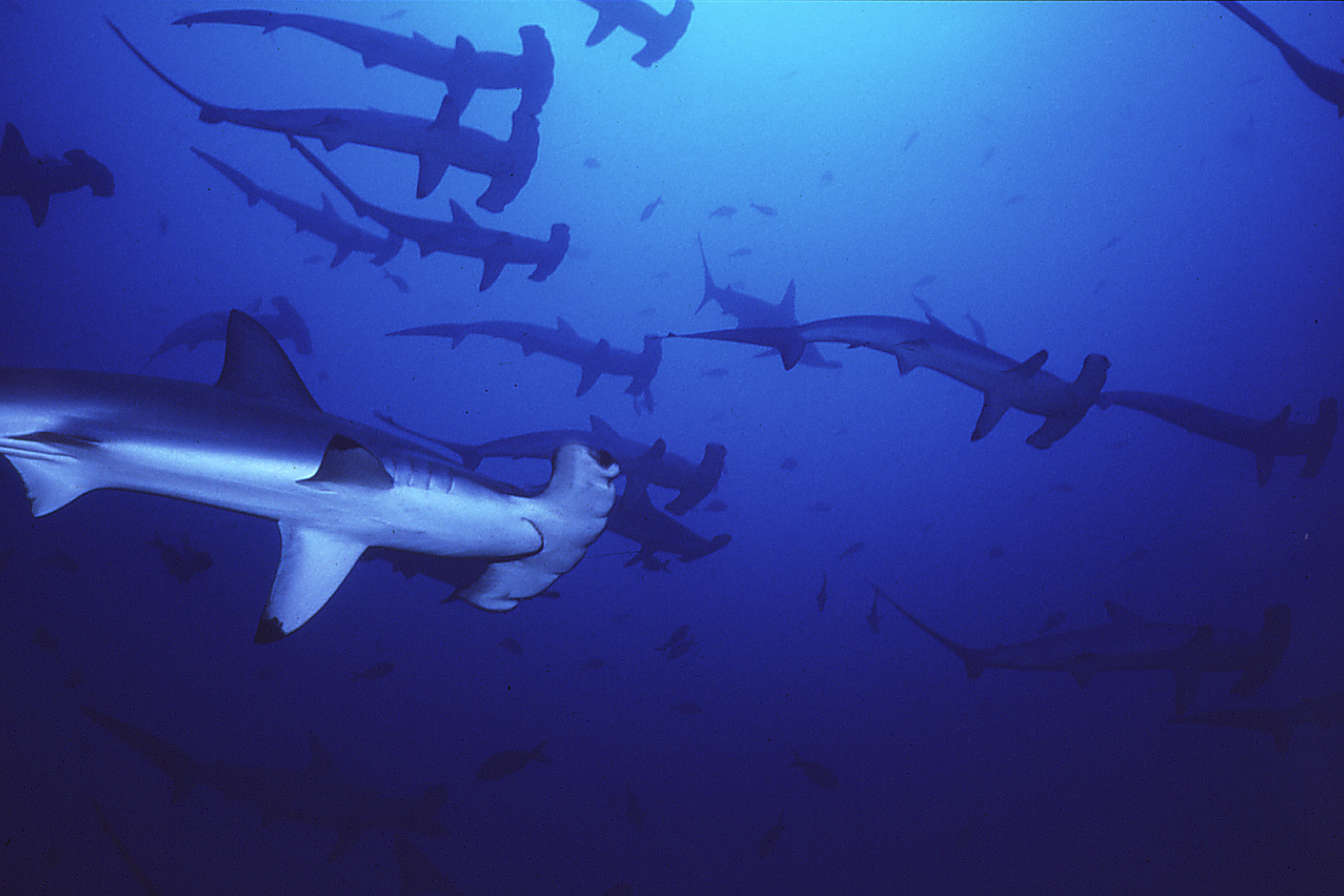
Les Requins-marteaux halicornes se rassemblent en bancs de centaines d'individus.

On pense souvent que les requins sont des chasseurs solitaires, parcourant les océans en quête de nourriture. En vérité, c'est le cas de seulement quelques espèces. La plupart sont sédentaires et mènent une vie benthique. Même les requins solitaires se rencontrent pour la reproduction ou sur les terrains de chasse riches, qui peuvent les conduire à couvrir des milliers de miles en un an. Les schémas de migration de requin peuvent être encore plus complexes que chez les oiseaux, avec de nombreux requins couvrant des bassins océaniques entiers. Les requins peuvent être très sociaux et former de grands bancs. Parfois, plus de 100 Requins-marteaux se rassemblent autour de monts sous-marins et d'îles, notamment dans le golfe de Californie. Chez certaines espèces, une hiérarchie sociale existe. Par exemple, les Requins longimanes dominent les Requins soyeux de taille comparable lors de l'alimentation.
Une étude faite en 2014 à l'Université d'Exeter a démontré que les petites roussettes possèdent des traits de personnalité. Certains individus sont plus sociables que d'autres, certains plus agressifs, d'autres encore ont un goût plus prononcé pour l'exploration,.
En mettant un requin sur le dos, on le fait rentrer dans une phase de Catalepsie, ou immobilité tonique. Cet état a été découvert dans les années 1960 par Samuel Grubbler. C’est une sorte de transe lors de laquelle tous les signes vitaux sont normaux mais le requin ne réagit plus aux stimuli externes. Le requin garde sa tonicité musculaire mais ses sens sont au minimum en éveil. Cet état n’est pas forcément induit par l’homme. En effet, la roussette brune (Haploblepharus fuscus) entre d’elle-même en catalepsie si elle est dérangée ou si elle se sent en danger (d’où son nom anglais de « brown shy shark »). De façon encore plus impressionnante, les Requins taureaux se servent de l’immobilité tonique lors des accouplements : le mâle met la femelle sur le dos et elle entre donc en catalepsie. Beaucoup de ces observations ont eu lieu en aquarium.

### Cycle de vie et reproduction

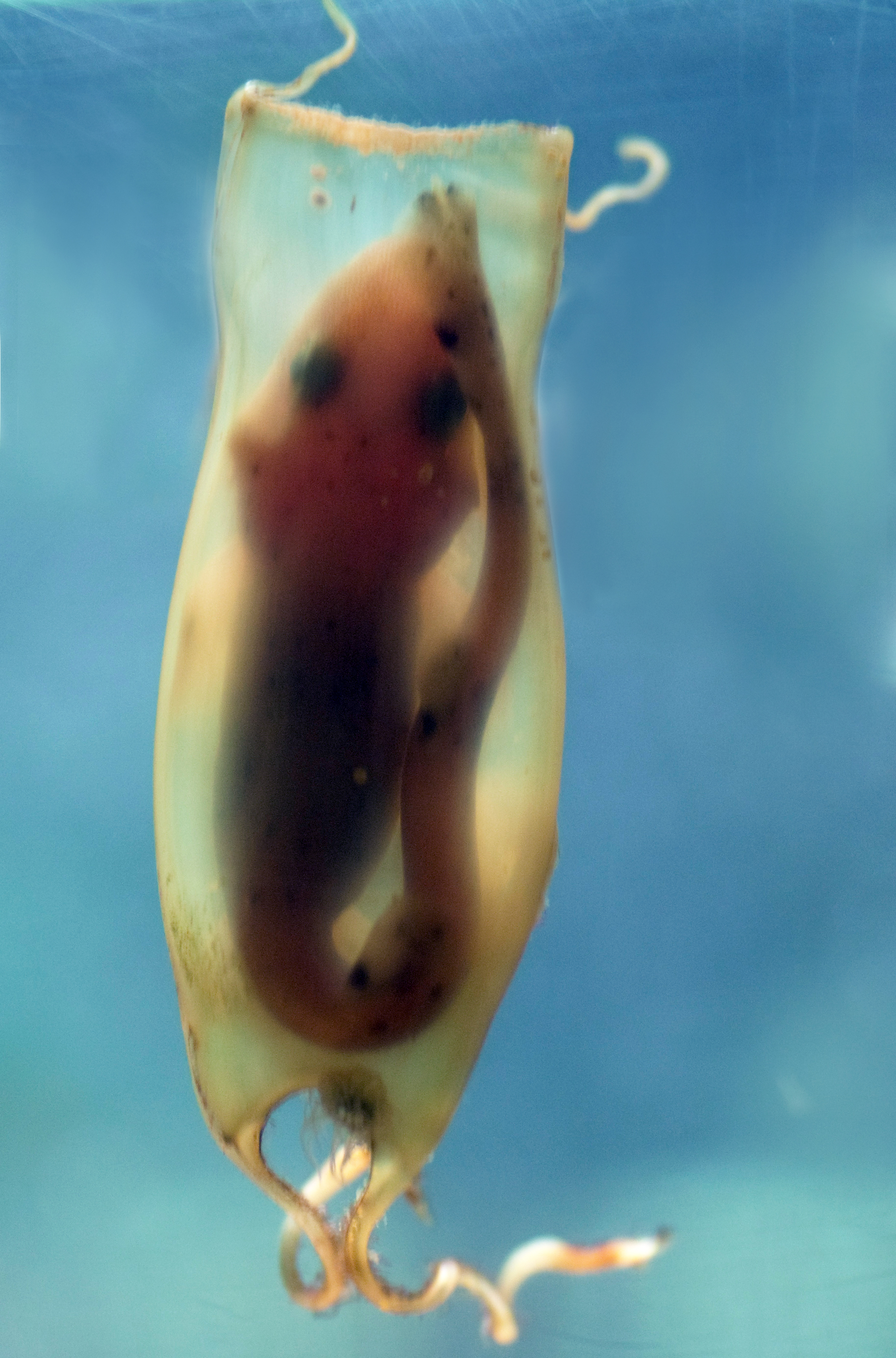
Un œuf de petite roussette arrivé à maturité.

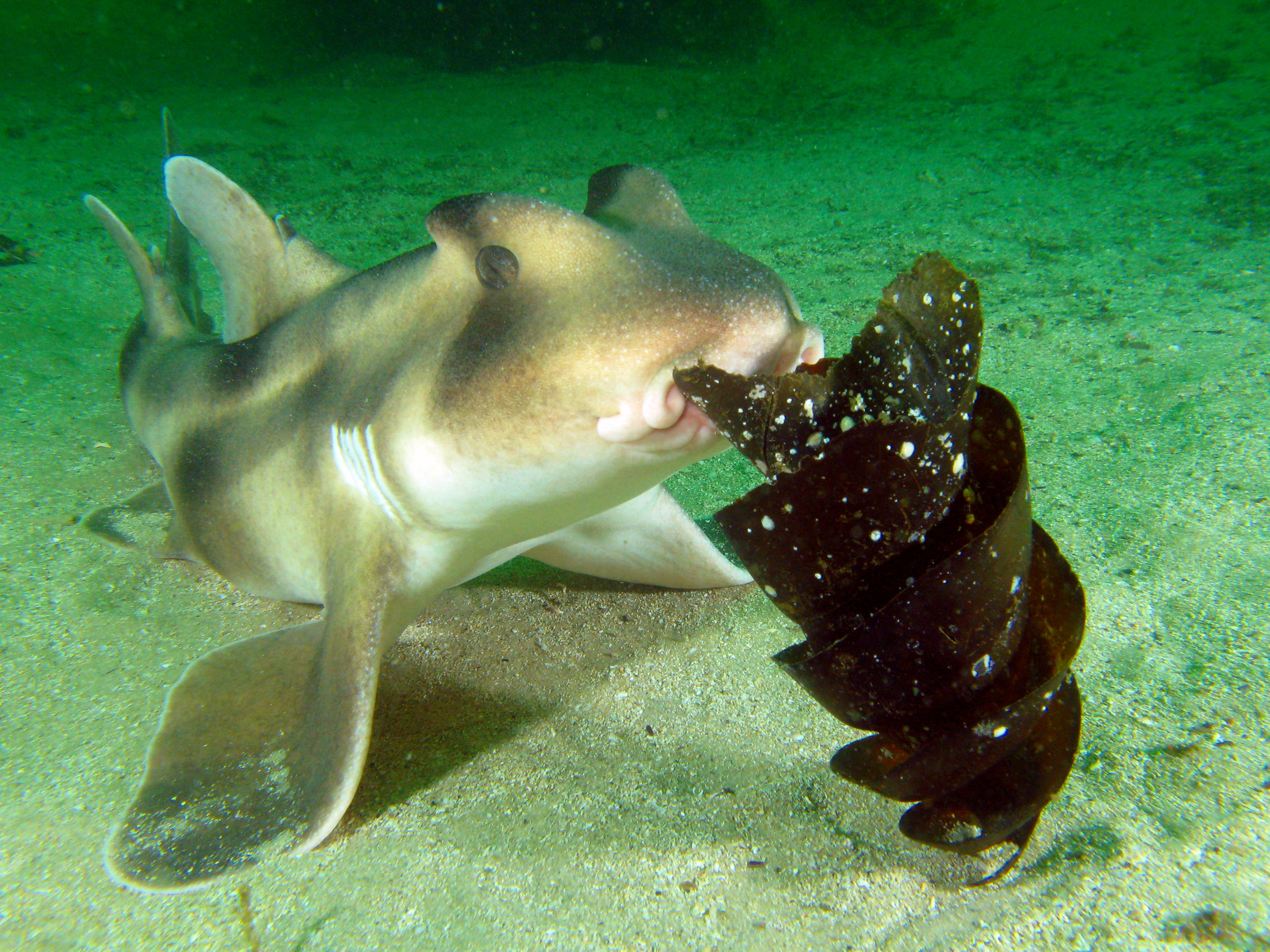
Un requin dormeur à crête et son œuf en spirale.

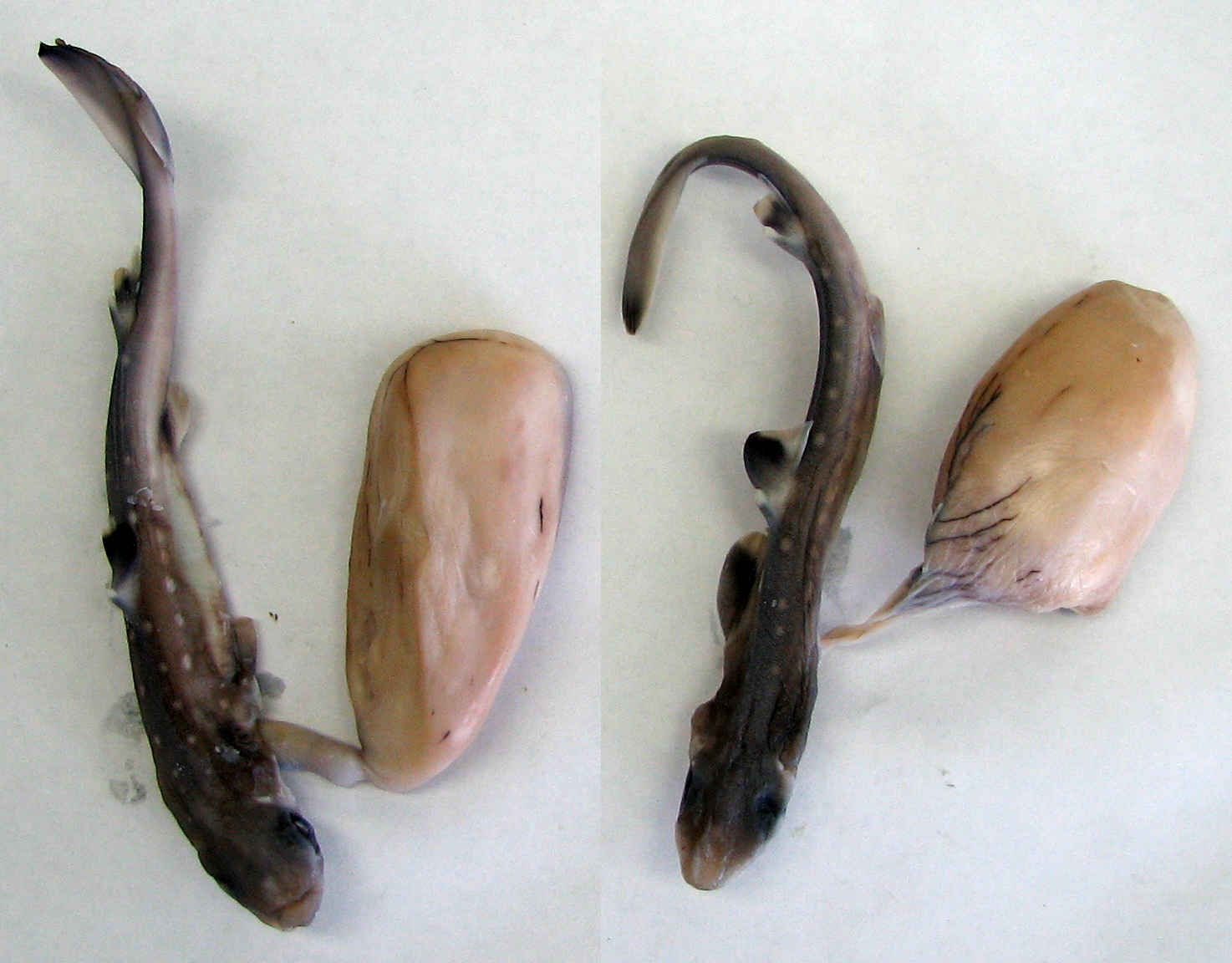
Petits chiens de mer et leurs sacs vitellins, extirpés de l'utérus par dissection. À la naissance, les petits n'ont pas fini de se nourrir de leur sac vitellin, dont le volume est beaucoup plus petit que sur la photo.

La plupart des requins se reproduisent dans l'océan ; cependant, certains requins de l'ordre des pristiophoriformes choisissent les lacs (Amérique centrale).
Contrairement aux autres poissons, les requins ont un mécanisme de reproduction peu efficace et rarement observé. La maturité sexuelle est atteinte tardivement (plusieurs années, 20 ans chez certaines espèces, au moins 150 ans pour le Requin du Groenland,,), le nombre d'individus par portée est très faible (d'un individu à quelques centaines selon les espèces) et la durée de la gestation est particulièrement longue (de 7 mois à 2 ans). On parle d'espèce à stratégie K.
Lors de l'accouplement, le mâle mord la femelle assez violemment au-dessus de la tête pour la maintenir en position d'accouplement. La femelle mettra environ un mois à cicatriser. Le mâle dispose de deux ptérygopodes mais un seul est utilisé. Le sperme est déposé dans le cloaque de la femelle.
Le développement des embryons varie selon l'espèce considérée ; il peut être :
- ovipare - ponte d'œufs ;
- vivipare - développement dans l'utérus grâce à un placenta ;
- vivipare aplacentaire - développement des œufs dans l'utérus (exemple : Requin-tigre)[61] ;
- ovovivipare - les œufs se développent et éclosent à l'intérieur même de l'abdomen de la mère, mais celle-ci n'est pas reliée aux bébés à venir, ceux-ci sont donc complètement indépendants ;

Plusieurs cas de reproduction sans accouplement,, sont documentés et laissent supposer que certains requins seraient capables de parthénogenèse. Dans tous les cas, le requin est autonome à sa naissance.
La plupart des requins vivent entre 10 et 80 ans ; le Requin du Groenland, cependant, fait partie des espèces ayant une sénescence négligeable , et peut atteindre l'âge de 400 ans.

### Alimentation

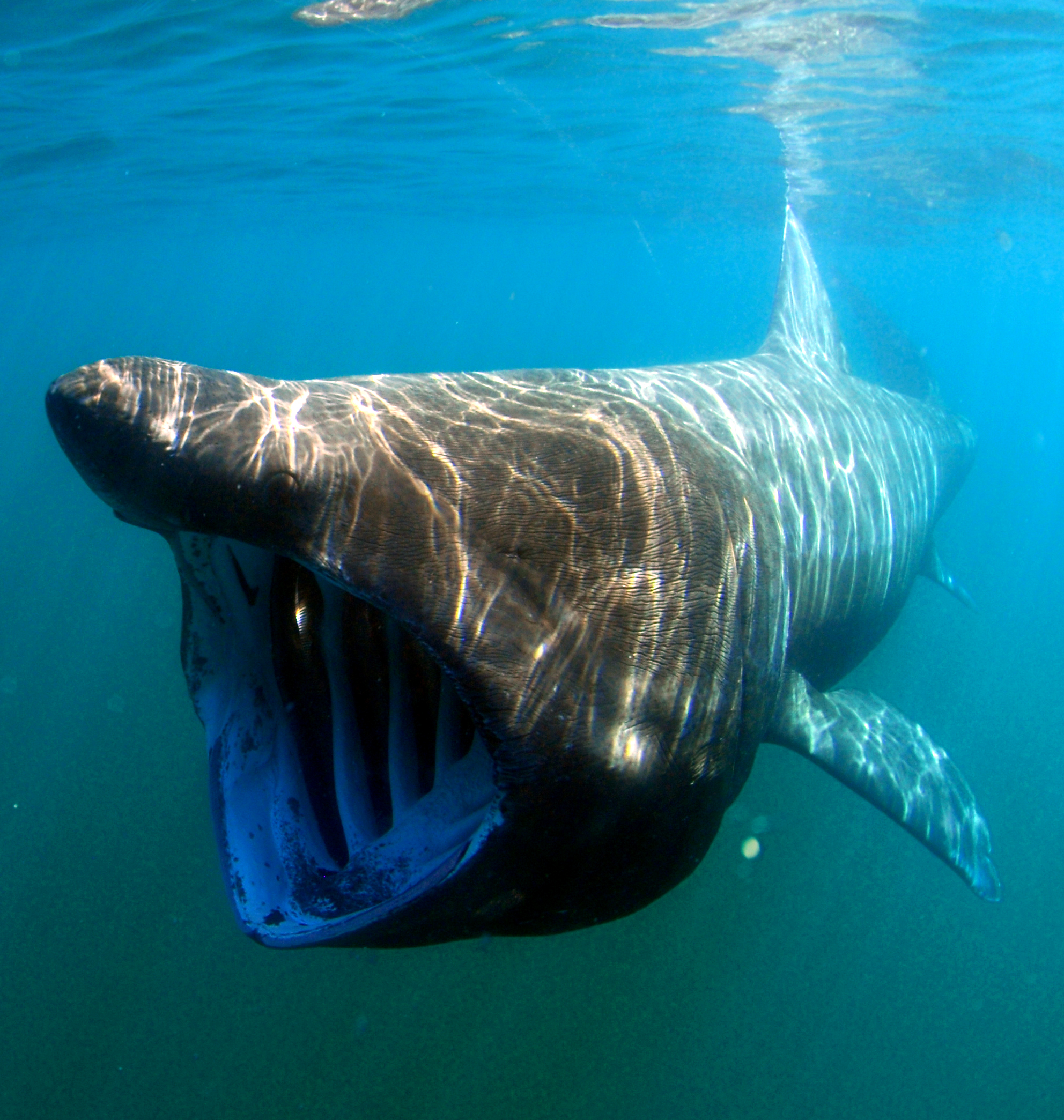
Le Requin pèlerin se nourrit essentiellement de zooplancton.

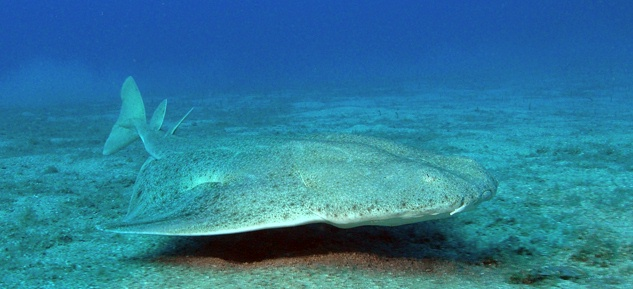
L'ange de mer commun vit à demi-enterré sur le fond en attendant qu’une proie passe à sa portée.

Tous les requins sont carnivores. Certaines espèces, comme le Requin-tigre, sont opportunistes, mais la grande majorité cherche des proies spécifiques et varie rarement son régime alimentaire. Le Requin-baleine, le Requin pèlerin et le Requin grande gueule sont des requins planctophages. Ce type d'alimentation nécessite des branchiospines, de longs filaments minces qui forment un tamis très efficace, analogues aux fanons des grandes baleines pour piéger le plancton. Les dents de ces espèces sont relativement petites, car elles ne sont pas nécessaires pour l'alimentation.
Les autres requins hautement spécialisés comprennent le squalelet féroce, qui prélève de gros morceaux de chair à de grands poissons et de mammifères marins avec ses dents inférieures particulièrement pointues. Certaines espèces benthiques sont de redoutables prédateurs en embuscade. Les anges de mer et les Requins-tapis utilisent un camouflage pour guetter et aspirer des proies dans leur bouche. Beaucoup de requins benthiques se nourrissent exclusivement de crustacés dont ils écrasent la carapace avec leurs molaires.
Les céphalopodes et les poissons constituent les proies favorites de la plupart des requins. L'Aiguillat-vipère a des dents qu'il peut pointer vers l'extérieur pour capturer des proies qu'il avale intactes. Le Grand requin blanc et d'autres grands prédateurs, avalent en entier de petites proies ou prélèvent de grands morceaux sur les grands animaux. Les Requins-renards utilisent leur longue queue pour étourdir les poissons vivant en bancs, et le Requins-scies déloge ses proies du sol ou les assomme avec son long rostre muni de dents.
Beaucoup de requins, y compris le Requin-corail chassent en meute afin de capturer des proies rapides. Ces requins sociaux sont souvent migrateurs, parcourent de longues distances autour des bassins océaniques en grands bancs. Ces migrations servent en partie à trouver de nouvelles sources alimentaires.

### Parasites et commensaux

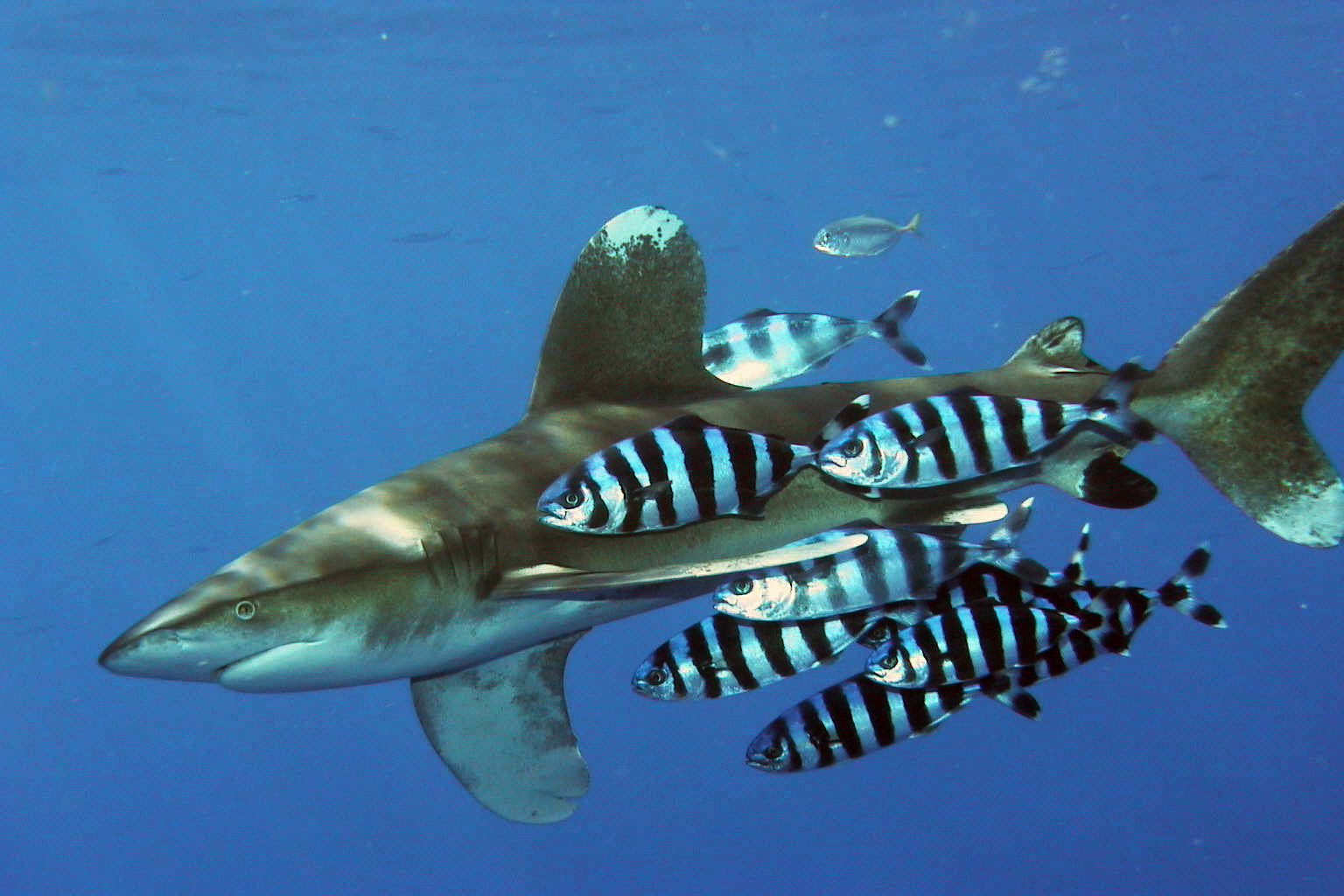
Un Requin longimane accompagné de poissons-pilotes.

Malgré leur peau épaisse et robuste, les requins sont affectés par divers parasites externes. Ce sont surtout des petits copépodes qui, à l'aide de leurs crochets acérés, s'accrochent à la peau des squales pour se nourrir des tissus de leur hôte. Certains protozoaires peuvent également affecter les requins.
Les squales ont un métabolisme peu propice à l'épanouissement des parasites internes, notamment à cause de leur régulation osmotique avec leur urée. Seuls les vers plats peuvent s'y développer, comme les trématodes, les cestodes et les nématodes.
Les rémoras sont des organismes commensaux qui s'attachent au corps des grands squales à l'aide de leur nageoire dorsale modifiée. Elles profitent ainsi de la protection, du flux hydrique de déplacement et des restes fournis par leur hôte, mais surtout elles débarrassent les requins des parasites qui infestent leur peau. Les poissons-pilotes ne guident pas les requins, comme on le pensait autrefois, ils profitent du flux hydrique créé par la nage du requin. La plupart des  squales fréquentent les « stations de nettoyages » près des récifs, où des poissons et des crevettes spécialisés se nourrissent des parasites externes sans craindre d'être mangés à leur tour.

### Vitesse

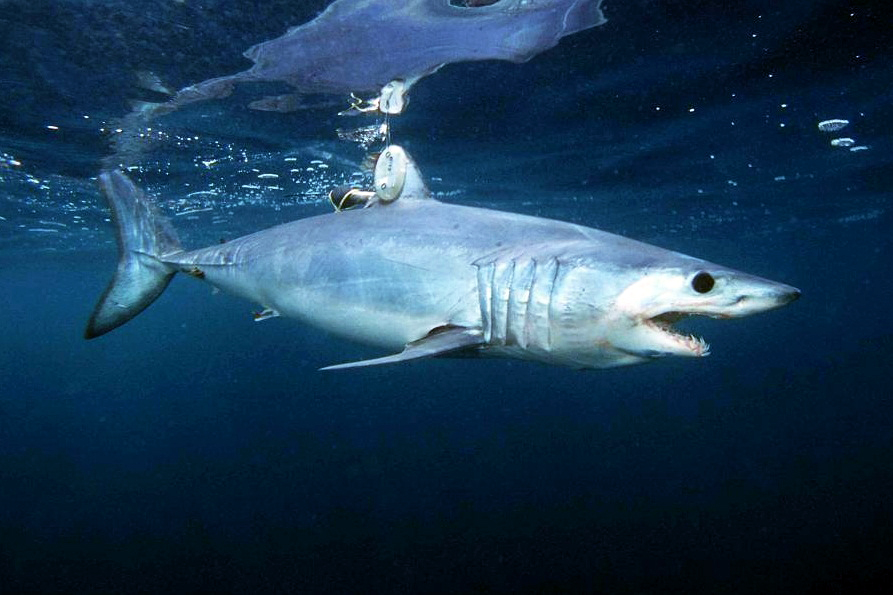
Le Requin mako est capable d'atteindre des vitesses de pointe jusqu'à 70 km/h.

En général, les requins nagent à une vitesse moyenne de 8 km/h, mais lorsqu'il chasse, le requin peut atteindre une vitesse moyenne de 19 km/h. Le Requin mako, requin le plus rapide et l'un des poissons les plus rapides, peut atteindre des vitesses allant jusqu'à 70 km/h. Le Grand requin blanc est également capable de faire des sprints. Ces exceptions s'expliqueraient par l'endothermie de ces espèces, c'est-à-dire leur capacité à produire de la chaleur pour maintenir leur sang à une température plus élevée que le milieu ambiant. Les denticules cutanés des espèces actives, présents sur la peau des requins, favorisent un écoulement laminaire des fluides en facilitant l'écoulement hydrodynamique par la création d'une couche limite d'eau permanente contre la peau, permettant une pénétration facilitée au cours du déplacement.
Les requins pélagiques sont capables de parcourir des distances considérables, et pour certaines espèces comme le Requin bleu d'avoir parfois un circuit migratoire, mais peu de données sont disponibles. Toutefois, un traçage par satellite a montré qu'un Grand Requin blanc, surnommé « Nicole », a effectué une migration d'Afrique du Sud vers l'Australie. La distance d'environ 11 000 km a été couverte en 99 jours soit une vitesse moyenne de 4,6 km/h.

## Les requins et l'Homme

### Attaque de requin

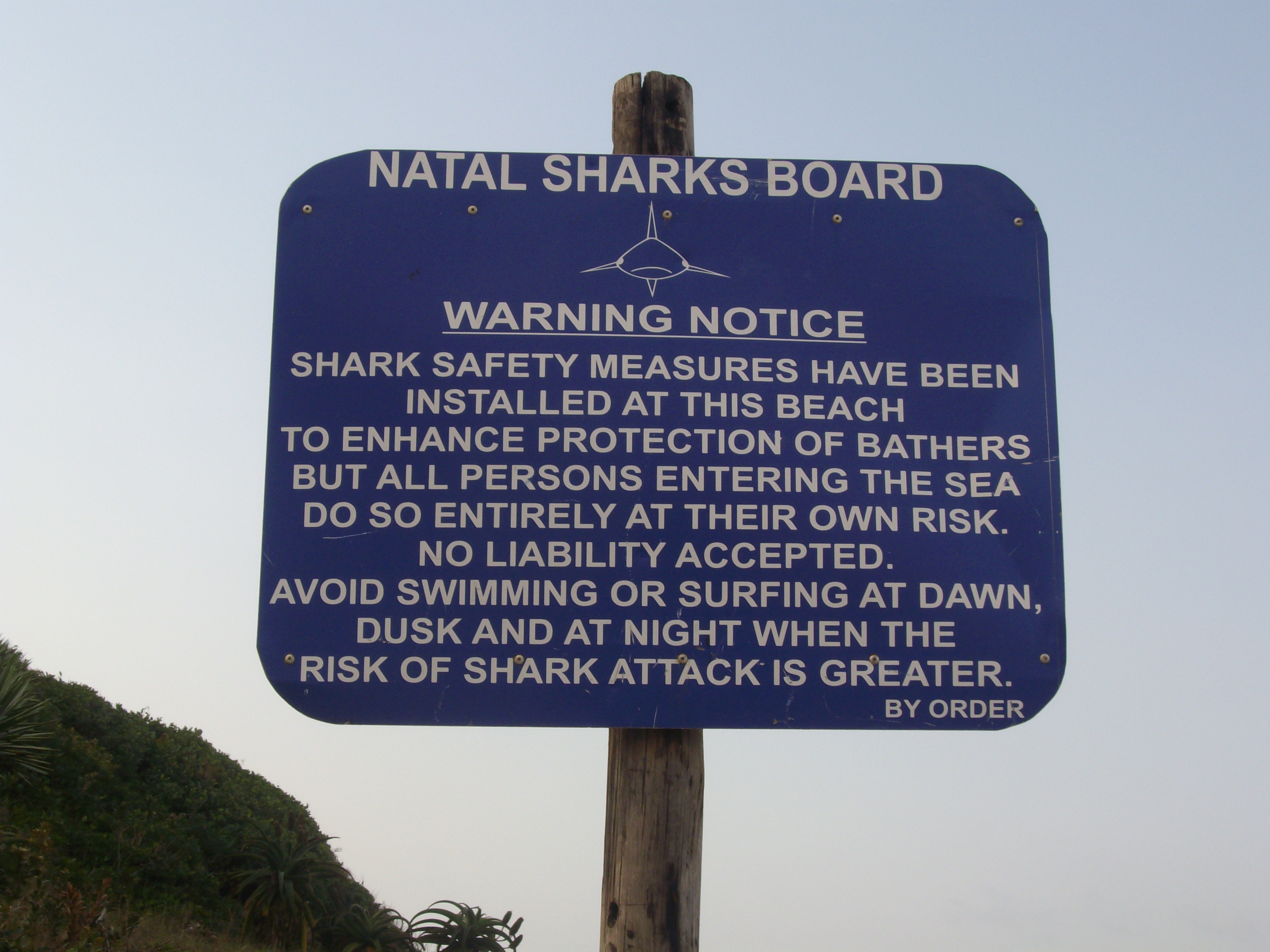
Un panneau d'avertissement de la présence de requins sur une plage d'Afrique du Sud.

Seules cinq espèces sont qualifiées de dangereuses compte tenu de leur taille et de leur régime alimentaire : le Requin tigre (Galeocerdo cuvieri), le Grand requin blanc (Carcharodon carcharias), le Requin bouledogue (Carcharhinus leucas), le Requin mako (Isurus oxyrinchus) et le Requin longimane (Carcharhinus longimanus).
Le nombre d'accidents causés par les requins est extrêmement faible : entre 57 et 98 attaques de requin non provoquées par an dans le monde entier. Le plus grand nombre d'attaques ayant été 98 attaques sur toute l'année 2015.
Le danger n'est pas forcément lié à une morsure, car un coup de queue peut aussi être très dangereux, comme ceux des mammifères marins (orque, baleine). De plus, du fait de sa rugosité, la peau du requin ainsi que les ailerons peuvent provoquer des blessures importantes par simple frôlement,.
Généralement, parmi la cinquantaine d'attaques recensées en moyenne tous les ans, seule une dizaine est mortelle, généralement due à la gravité des blessures infligées ou à la prise en charge médicale trop tardive. Contrairement aux idées reçues et communément admises au sein de l'opinion publique, aucune étude scientifique n'est aujourd'hui en mesure de prouver que les requins mordent par confusion ou erreur.

### Mauvaise réputation

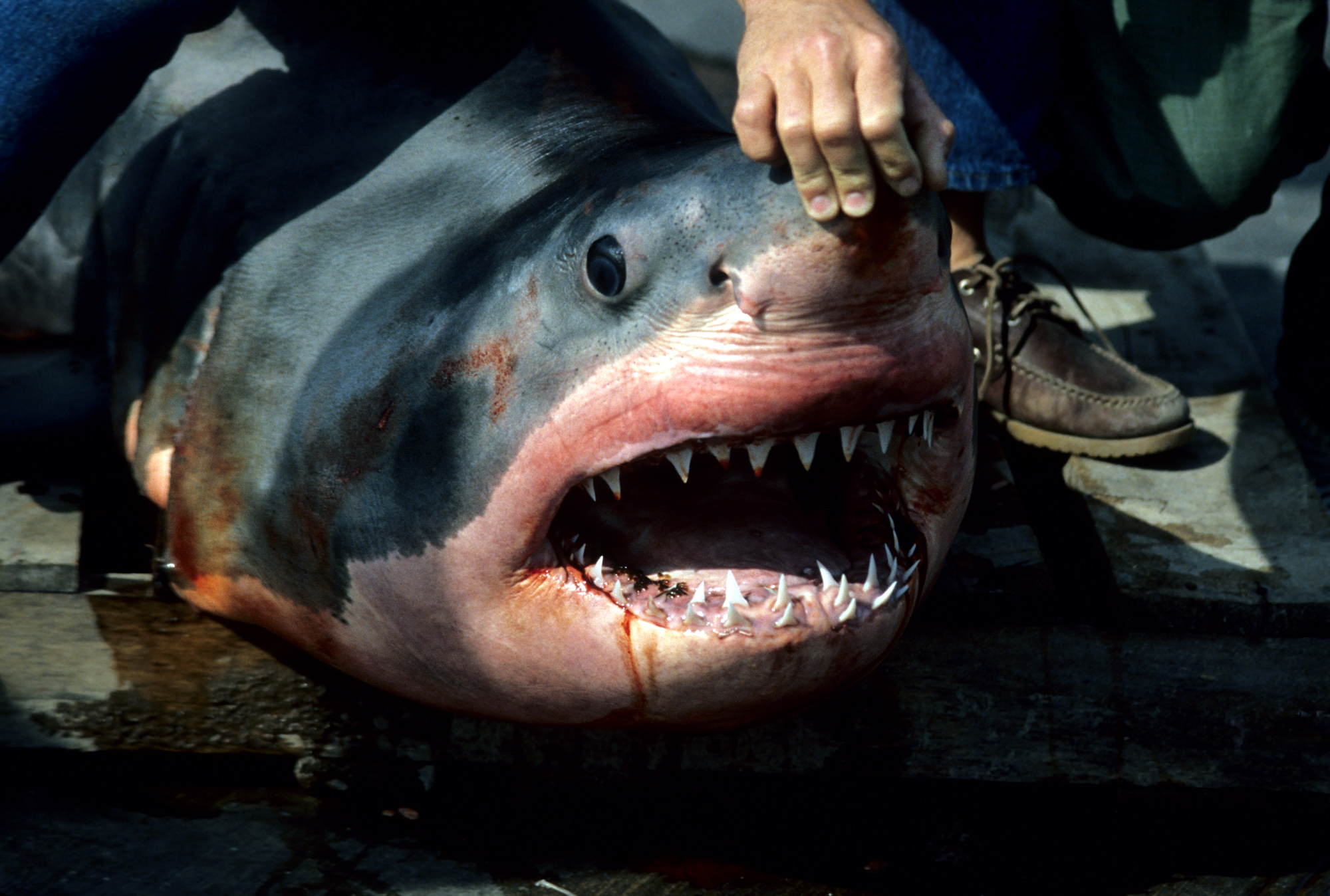
La mâchoire et la denture des requins effrayent le grand public (ici un Grand requin blanc).

Dans la culture occidentale, les mythes et légendes, ainsi que différentes œuvres accordent aux requins une mauvaise réputation. Notamment la tétralogie Les Dents de la mer, qui présente le Grand requin blanc comme un mangeur d'hommes, ce qui dans les faits n'est pas crédible et ne pourrait être le fait d'un seul requin. Néanmoins, on retrouve des traces de la peur des requins antérieures à cette tétralogie, par exemple dans Le Loups des mers de Jack London, où un requin surgit de nulle part, attaque le coq du bateau et lui ampute la jambe.
Paradoxalement, la réputation du requin tient surtout à l'aspect exceptionnel et rare d'une attaque. En effet, l'éléphant, le crocodile, l'hippopotame ou le cobra tuent des milliers de personnes chaque année dans le monde sans pour autant que cela soit médiatisé, en revanche une attaque ou même la seule présence d'un requin dans l'eau donne lieu à un article en bonne place dans les journaux.
Le requin est un prédateur spécialisé notamment dans le nettoyage de cadavres et l'attaque d'animaux malades. Qualifier un requin de mangeur d'homme est impropre, car son régime ne comprend qu'exceptionnellement des êtres humains. La majorité des rares attaques de requins sont du type mordu-relâché (ou morsure d'exploration) sans autre suite que les conséquences de l'unique morsure (qui peut être mutilante et fatale pour cause d'hémorragie).
Le plus souvent, une attaque est liée à une erreur d'identification ou peut être motivée par la curiosité ; cette dernière hypothèse devenant de plus en plus crédible aux yeux de spécialistes du Grand requin blanc comme R. Aidan Martin.
Un événement aussi spectaculaire qu'une attaque de requin a souvent une large couverture médiatique, alimentée par la recherche du sensationnel. L'été du requin peut être vu comme un exemple de telle couverture médiatique : lors de l'été 2001, les médias américains ont produit un grand nombre d'articles sensationnalistes couvrant les quelques attaques ayant eu lieu, notamment l'attaque de requin-bouledogue du 4 juillet 2001.
En mai 2002, George Burgess, spécialiste des requins du muséum d'histoire naturelle de Floride et responsable de la base de données mondiales des attaques de requins, avance qu'il y aurait statistiquement plus de risque d'être tué en allant se baigner en Floride par une noix de coco qui tombe sur la tête que par un requin. Cette statistique est cependant controversée, George Burgess ayant repris une donnée publiée par une compagnie d'assurances, qui a elle-même obtenu ce nombre en extrapolant les résultats obtenus par une étude publiée en 1984 faisant état de deux morts dues à des chutes de noix de coco en 4 ans dans un hôpital de Papouasie-Nouvelle-Guinée. Quoi qu'il en soit, le nombre de morts par an est ridiculement bas en comparaison d'autres risques : le Muséum de Floride relève ainsi que l'on recense 75 fois plus de morts à cause des éclairs, 132 fois plus de noyades ou 491 000 fois plus de morts dues aux accidents domestiques.

### Pêche

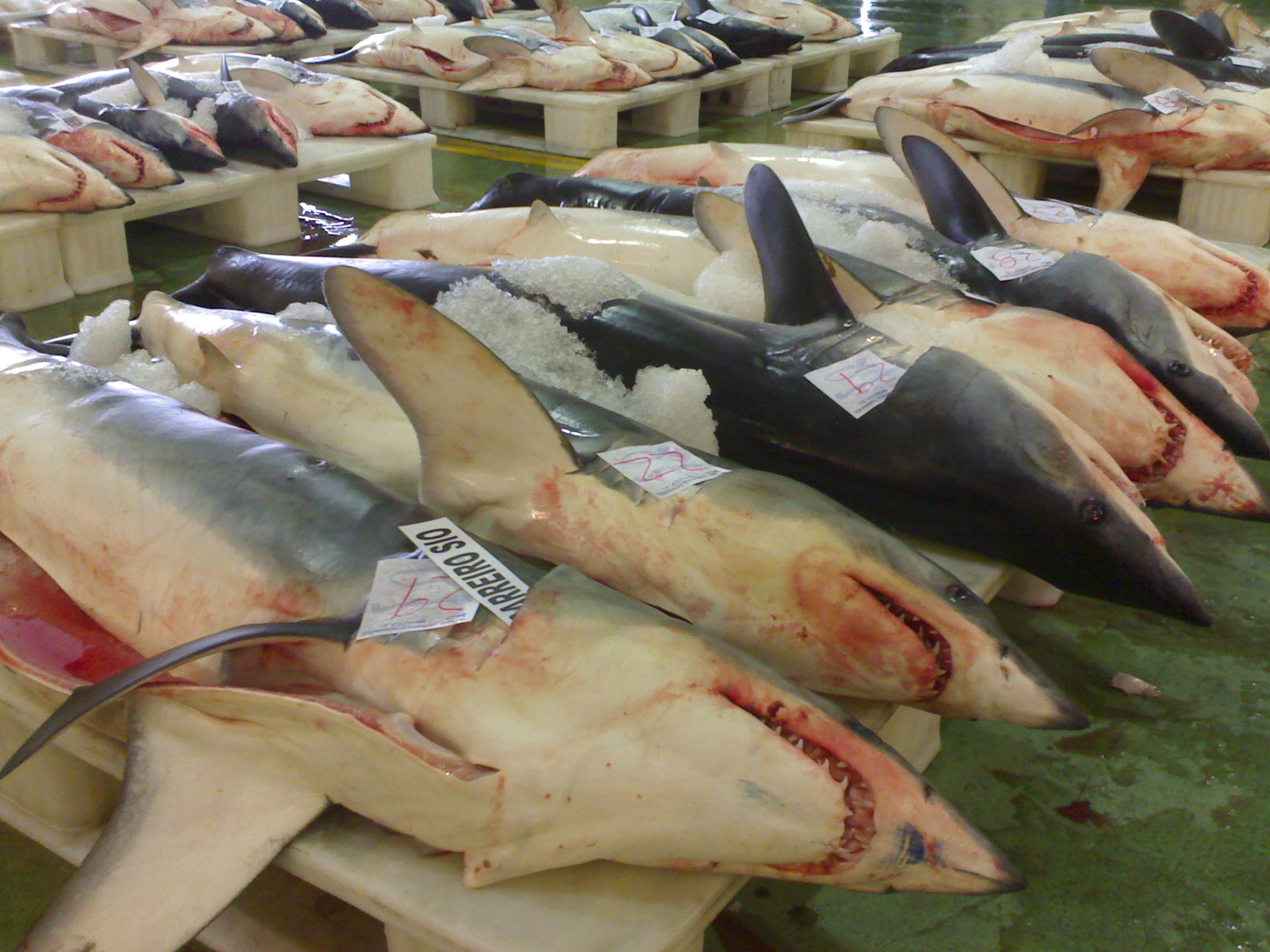
Des requins mako alignés dans le port de pêche de Vigo (Espagne).

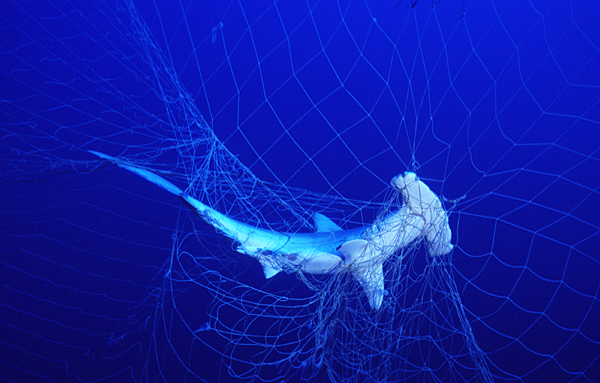
Un Requin-marteau halicorne emmêlé dans un filet dérivant.

Les requins sont intensivement pêchés, le plus souvent uniquement pour leurs ailerons qui constituent l'ingrédient principal de mets, notamment la soupe d'ailerons de requin, appréciés en Asie du Sud-Est. Ils font aussi parfois partie des captures involontaires ou accessoires, même dans des filets de pêche artisanale.
La plupart des études estiment que le nombre de requins tués pour leurs ailerons serait de 38 à 100 millions chaque année dans le monde entier,. Mais l'intensification de cette pêche, l'augmentation de la demande d'ailerons et l’absence de données internationales fiables laissent à penser que ce nombre est fortement sous-évalué aujourd'hui. L'Union européenne évaluait les pêches de requin à 800 000 t/an en 2008, dont 100 000 t/an essentiellement pêchées en mer du Nord, Atlantique nord-est et eaux norvégiennes, mais aussi en Atlantique central, océan Indien ou Pacifique par des bateaux européens.
Selon l'Organisation des Nations Unies pour l'alimentation et l'agriculture, 890 000 tonnes de requins étaient pêchées en 2000, contre 770 000 tonnes en 2005 et 740 000 tonnes en 2008. En 2008, l'Indonésie était le premier pays pêcheur de requins au monde avec 110 000 tonnes, suivi par l'Inde (80 000 tonnes), l'Espagne (56 000 tonnes), l'Argentine (46 000 tonnes), Taïwan (41 000 tonnes), les États-Unis (37 000 tonnes), le Mexique (29 000 tonnes) et la Malaisie (23 000 tonnes).

### Utilisation

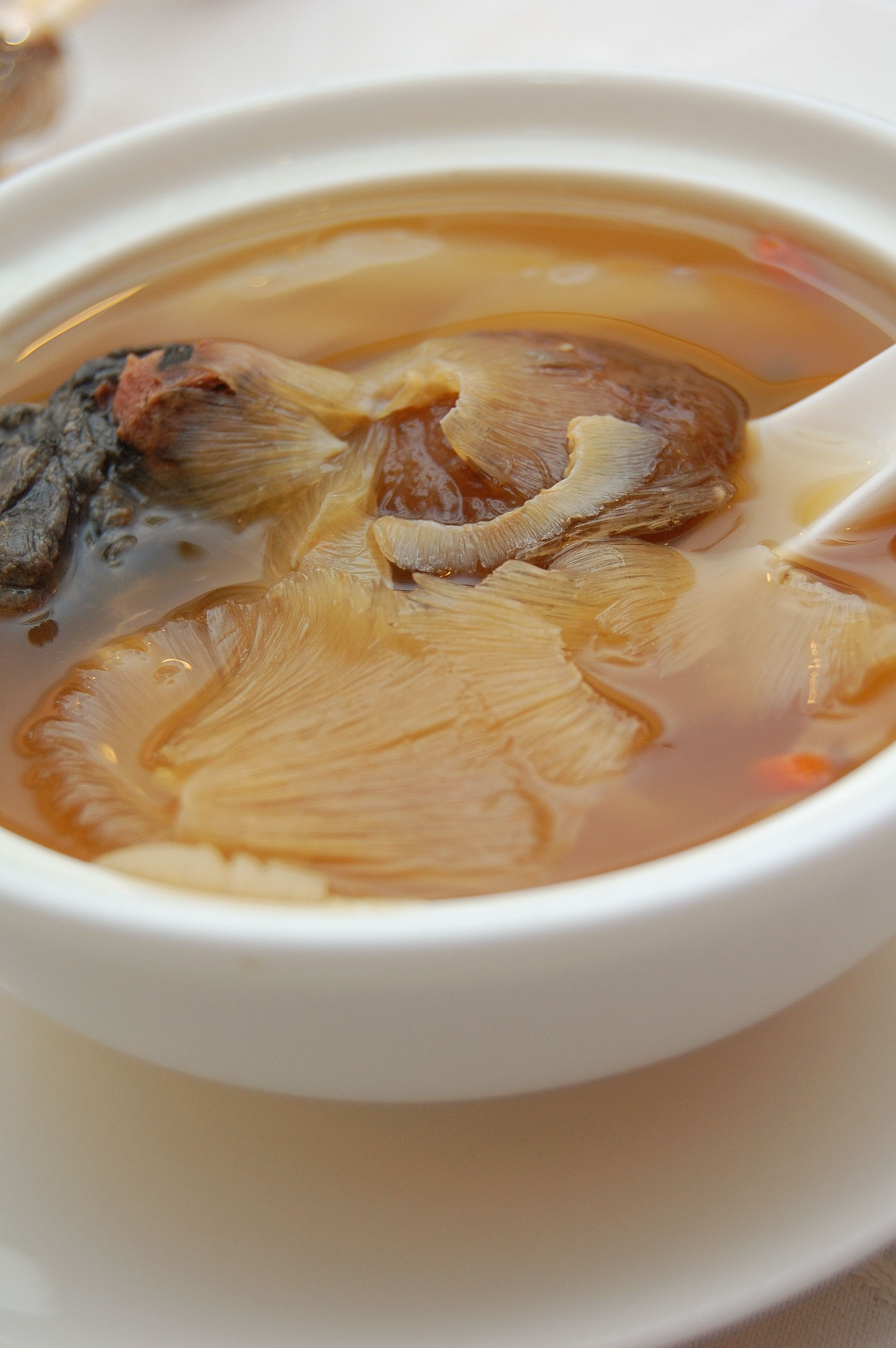
La pêche aux ailerons est une pratique consistant à capturer des requins pour leur couper les ailerons et la nageoire caudale puis à les rejeter mutilés à la mer. Les éléments anatomiques prélevés servent à la préparation d'une soupe traditionnelle chinoise.

Outre l'utilisation de sa chair et de ses ailerons pour l'alimentation, le requin est entièrement exploitable. Toutefois, la disproportion du prix d'achat entre les ailerons et les autres parties du corps fait qu'en pratique le requin n'est exploité quasiment que pour ses ailerons, le reste étant retourné à la mer pour ne pas encombrer les cales.

#### Alimentation
Le cartilage des ailerons agrémente des soupes en Chine, et les dents y sont vendues comme souvenir.

#### Peau
Commercialisée sous le nom de « peau de chagrin » ou « galuchat » tout comme la peau de raie, la peau de requin était prisée pour les capacités abrasives des denticules dermiques. Les artisans l'utilisaient, avant l'invention du papier de verre, notamment pour travailler l'ivoire.
La peau servait aussi à recouvrir les manches des katanas des samouraïs japonais ou des objets précieux pour les rendre plus solides. Au XXIe siècle, elle n'est plus très recherchée et son utilisation se limite à la maroquinerie et autres accessoires de mode.

#### Huile de foie
Le foie des requins, riche en huiles hépatiques, est exploité dans l'industrie pharmaceutique, dans les cosmétiques ou pour la lubrification de machines depuis longtemps. L'exploitation à grande échelle débuta lorsqu'on mit en évidence la forte concentration en vitamine A et en squalène. Ce lipide de composition hydrocarbonée est utilisé par l'industrie pharmaceutique et cosmétique, notamment dans des vaccins et des crèmes. Dans les cas graves d’infarctus, certains acides gras polyinsaturés du foie servent d'anticoagulants.

#### Médecine
Contrairement à ce qui est parfois avancé, les requins peuvent développer un cancer,
. Cependant, ils disposent de mécanismes biologiques particuliers qui semblent être très efficaces pour prévenir l'angiogénèse, c'est-à-dire la formation de petits vaisseaux qui irriguent les cellules cancéreuses. Les médicaments à base de cartilages de requin sont sujets à caution dans le milieu scientifique. La squalamine, substance extraite de l'estomac du requin, pourrait être efficace dans le traitement des tumeurs cancéreuses. La squalamine affamerait les cellules cancéreuses en inhibant l'angiogénèse.
Une étude publiée en décembre 2021 dans la revue Nature montre qu'un certain type de protéines VNARs produites par le requin Nourrice pourrait permettre de neutraliser le SARS-Cov-2 chez l'humain, responsable de la Covid-19.[source insuffisante]

#### Éco-tourisme

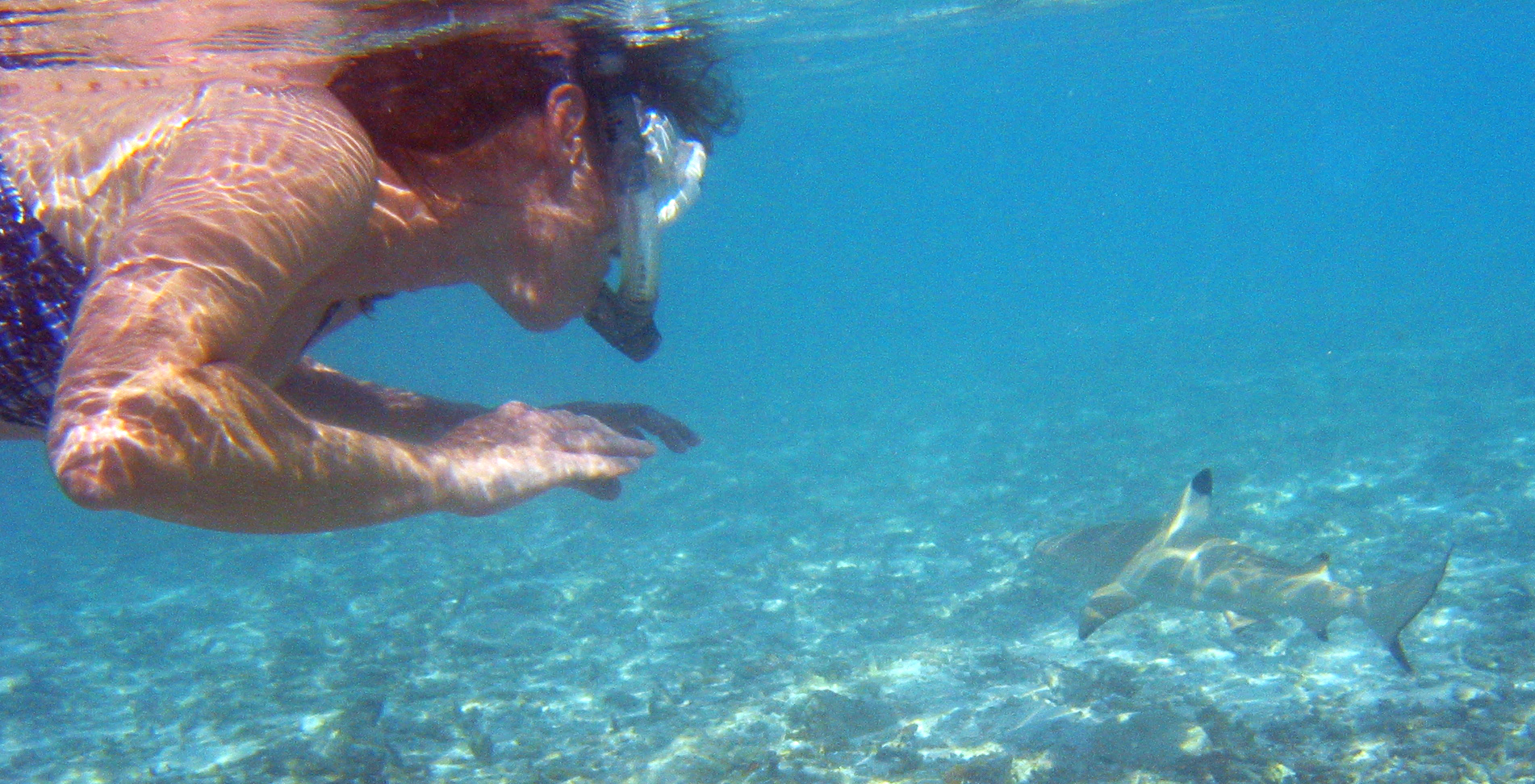
Dans des conditions normales, le requin à pointes noires est inoffensif et timide.

Depuis quelques années se développe la plongée sans cage avec des requins en milieu tropical. Les requins sont alors, parfois, habitués à être nourris, une activité communément appelée feeding (de « to feed », « nourrir » en anglais). Des centaines de plongées sont organisées chaque jour dans le monde en compagnie essentiellement de requins de récif mais également à l'occasion en présence de Requins-tigres, de Grands requins-marteaux ou encore de Requins-bouledogues. Cette activité permet de démystifier le requin auprès des plongeurs et de l'observer en milieu naturel. Cet écotourisme rencontre un réel succès et participe pour une part importante à l'économie de pays comme l'Égypte, les Maldives ou encore la Polynésie française.

C'est pourquoi des mesures interdisant ou limitant la pêche aux ailerons de requins ont été prises sous la pression de l'industrie touristique et des plongeurs.
Bernard Séret et Steven Surina ont publié fin 2016 une Charte internationale de l'écotourisme requin responsable,

#### Captivité

Un Requin-baleine à l'aquarium de Géorgie à Atlanta aux États-Unis.

Jusqu'à récemment, seules quelques espèces benthiques de requins, comme le Requin dormeur cornu, le Requin-léopard et roussettes survivaient dans des conditions d'aquarium pendant un an ou plus. Cela a donné lieu à la croyance que les requins, tout en étant difficiles à capturer et à transporter, étaient difficiles à élever en captivité. L'avancée des connaissances a permis de maintenir plus d'espèces en captivité (y compris les grands requins pélagiques). Dans le même temps, les techniques de transport plus sûres ont permis de déplacer des requins sur de longues distances. Le Grand requin blanc est longtemps resté un requin impossible à garder en captivité. Mais en septembre 2004, le Monterey Bay Aquarium a réussi à garder une jeune femelle pendant 198 jours, avant de la relâcher.
La plupart des espèces ne sont pas adaptées pour les aquariums des particuliers et toutes les espèces vendues dans les magasins d'animaux de compagnie ne sont pas appropriées. Certaines espèces peuvent prospérer dans les aquariums d'eau salée à la maison. Mais des commerçants mal informés ou peu scrupuleux vendent parfois des requins juvéniles, comme le Requin nourrice, qui à l'âge adulte atteint une taille beaucoup trop grande pour un aquarium de particulier. Les aquariums publics n'acceptent généralement pas les spécimens donnés, certains propriétaires ont donc été tentés de les libérer dans l'océan. Les espèces appropriées pour les aquariums à domicile représentent des investissements spatiaux et financiers considérables, car généralement un adulte dépasse un mètre et peut vivre jusqu'à 25 ans.

### Menaces et conservation

La pêche au requin a triplé entre 1950 et 2000.

Une maturité sexuelle tardive et une durée particulièrement longue de la gestation, ainsi qu'une faible production d'embryons rendent les requins particulièrement vulnérables à la surexploitation. En 2008, près de 10 % des espèces d'élasmobranches (requins et raies) figuraient sur la liste rouge de l'UICN et sont menacées  d'extinction à des degrés divers. 1,41 million de tonnes de requins sont capturés chaque année, ce qui correspond, selon le modèle des moyennes de poids adopté, à une mortalité de 63 à 273 millions de requins par an (le chiffre moyen de 100 millions étant généralement adopté).
La Méditerranée détenait selon l'UICN le plus grand nombre d'espèces de poissons cartilagineux menacés de disparition, avec en 2007 42 % des espèces de requins et raies menacées d'extinction. Trente espèces sont menacées de disparition :
- treize considérées « en danger critique d'extinction », comme la Raie de Malte (endémique) dont la population a chuté de 80 % en raison des  pêcheries de grands fonds, le Requin-taupe bleu et le Requin-taupe commun ;
- huit « en danger » ;
- neuf « vulnérables ».

Dans cette région, les causes sont :
- la surpêche induite par le développement et l'utilisation des chaluts. Qu'ils soient côtiers, pélagiques ou des grandes profondeurs, presque tous les requins sont menacés par la surpêche ;
- les prises accidentelles (pêche à la palangre ou au filet) ;
- la pollution (mercure et méthylmercure en particulier, avec des taux dépassant 0,50 mg/kg, notamment chez l’aiguillat commun) ;
- la dégradation de leurs habitats. Les pays qui en pêchent le plus sont la Turquie, la Tunisie, le Maroc, la Grèce, l'Italie et l'Espagne.

L'UICN alerte sur le fait que le filet dérivant, bien qu'interdit en mer Méditerranée, continue à être utilisé et à capturer de nombreux requins. En 2007, seuls le Grand requin blanc et le Requin pèlerin étaient protégés dans les eaux de la Communauté européenne (et en Croatie). L'UICN notait en novembre 2007 que bien que huit espèces de requins et de raies aient été listées par quatre conventions internationales sur la conservation de la faune sauvage méditerranéenne, seules trois espèces ont été protégées. L'UICN a donc demandé : un moratoire sur la pêche profonde, l'interdiction des filets dérivants, et une application des lois, des quotas et limites de prise de pêche pour les requins (et les raies) en Méditerranée.
La Commission européenne, reconnaissant le laxisme de l'Europe responsable de 56 % des importations mondiales de chair de requin et de 32 % des exportations, et notant que les États-membres n'ont pas honoré leur engagement à traduire dans les faits un plan d'action adopté aux Nations unies dix ans plus tôt, a produit en février 2009 un « plan d'action en faveur des requins » : les pêcheurs devront tenir à jour un registre des captures, respecter des quotas moins largement attribués et qui respectent mieux les recommandations des scientifiques. La pêche aux ailerons (rejet en mer de requins dont on a simplement coupé les nageoires), déjà théoriquement interdite en Europe, devrait être mieux contrôlée et verbalisée, y compris pour les pêcheurs européens pêchant hors des eaux européennes. Les requins capturés en prises accessoires devront être rejetés en mer, et localement, la pêche d'espèces jugées très vulnérables pourra être interdite. Les fonds de l'Atlantique nord-est (hautement prioritaires) bénéficieront d'un programme d'observation. Mais le plan ne sera applicable qu'après validation par le Parlement et le Conseil.
Différentes études, démontrent une baisse alarmante des populations de requins, allant dans le golfe du Mexique jusqu'à 99 % pour le requin longimane sur une période de seulement 50 ans. La taille et la masse moyenne des poissons pélagiques et des requins pêchés sont en très forte baisse ce qui laisse penser que beaucoup de requins sont pêchés avant de pouvoir atteindre la maturité sexuelle et donc se reproduire. Shark Alliance, qui regroupe soixante ONG, réclame l'interdiction immédiate de tout prélèvement de nageoires en mer et des contrôles suffisants.

### Statut juridique

#### Nouvelle-Calédonie
Depuis juillet 2023, les requins bénéficient d'un statut juridique. En effet, à cette date, l'Assemblée de la province des îles Loyauté (une des 3 provinces de la Nouvelle-Calédonie), a instauré dans son code de l'Environnement le statut « d’entité naturelle juridique », dans le but de conférer aux requins la personnalité juridique,,.

### Dans la culture

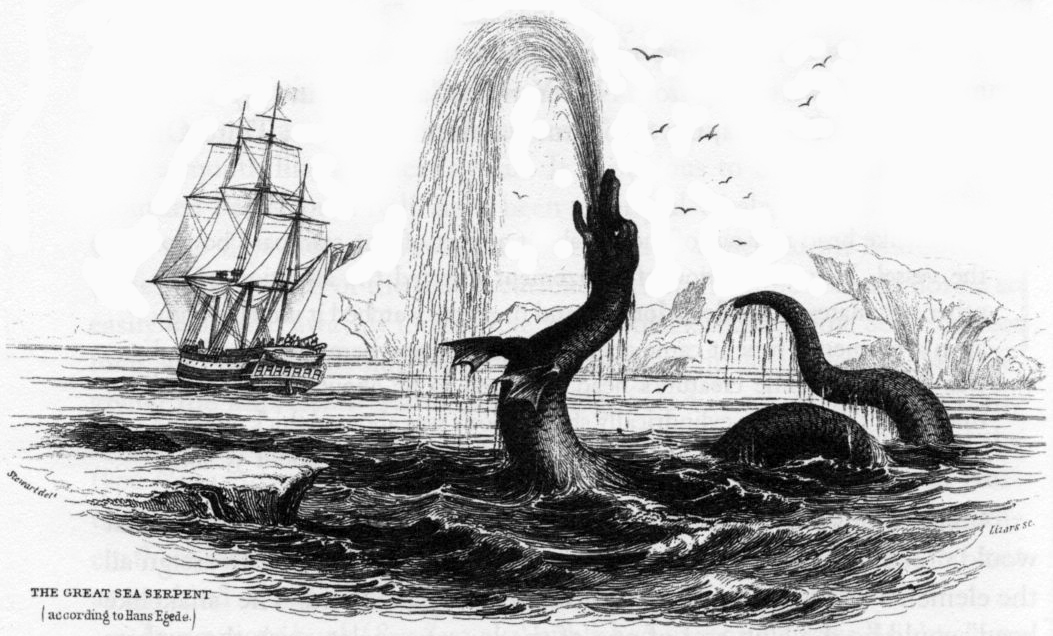
Certains requins sont sans doute à l'origine du mythe du serpent de mer (tableau de Hans Egede, 1734).

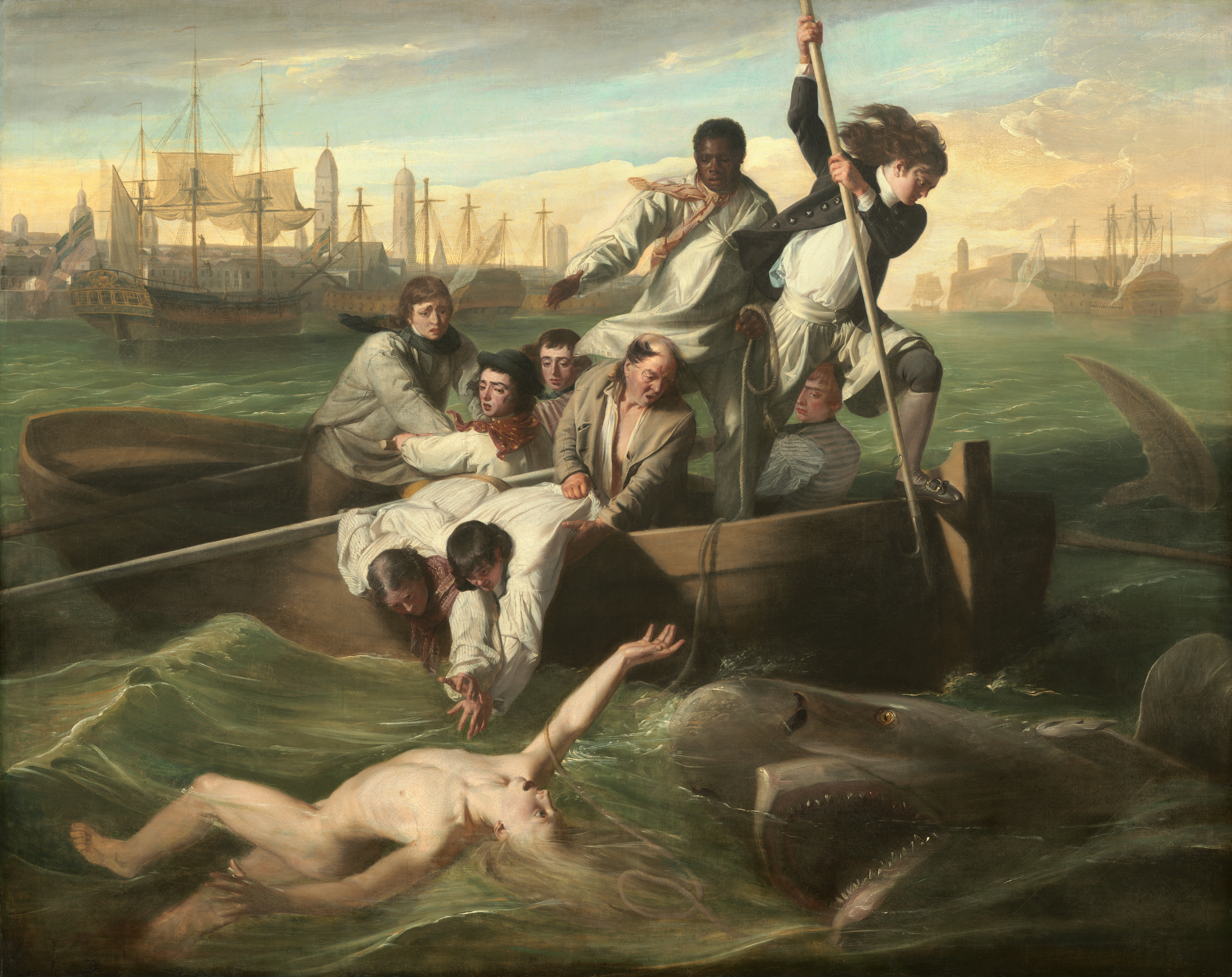
Tableau Watson et le requin (peint en 1778 par John Singleton Copley).

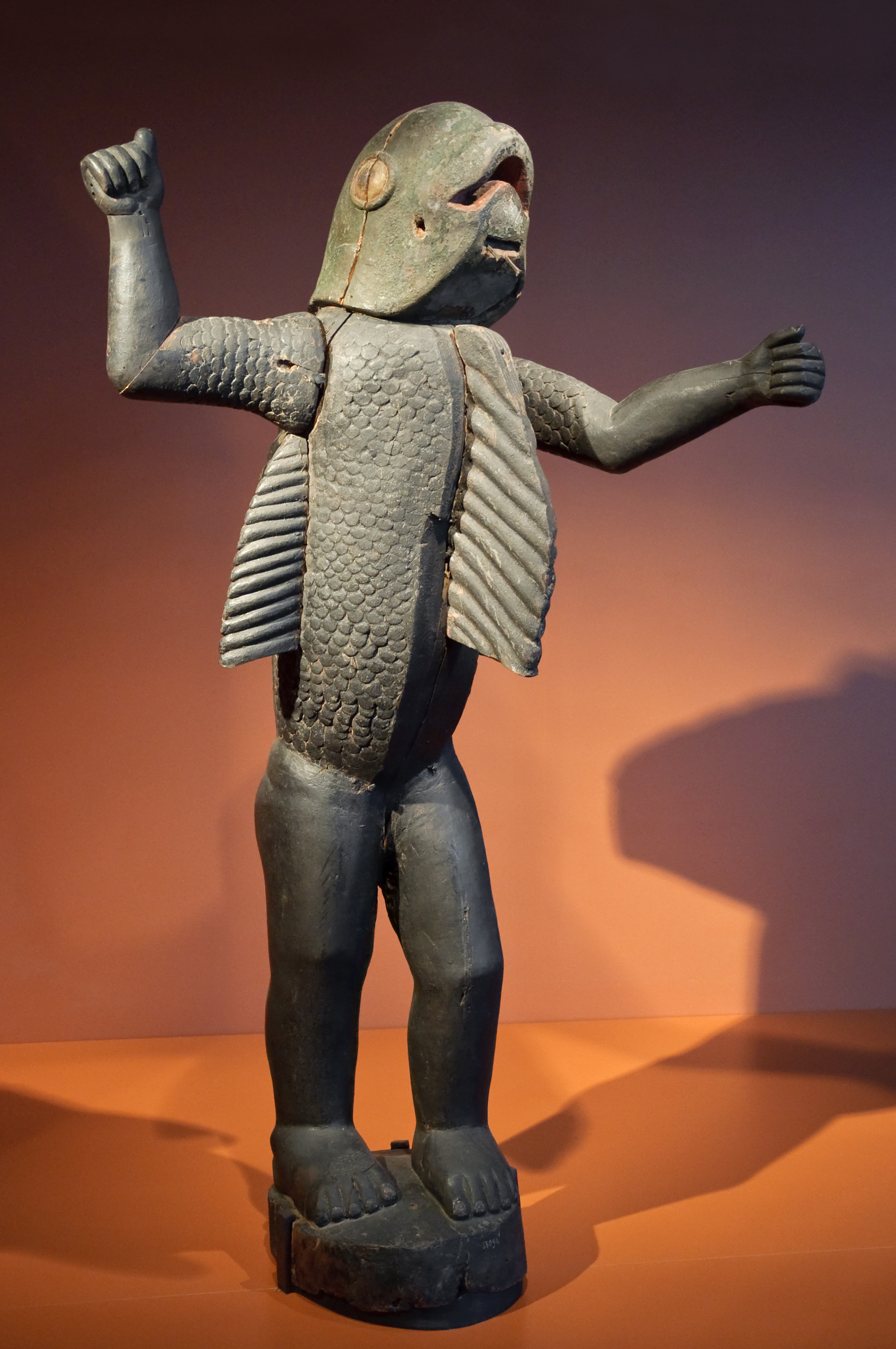
Homme-requin de Sossa Dede (vers 1890), statue symbolisant Béhanzin, dernier roi du Dahomey (musée du quai Branly).

L'image négative des requins dans la culture occidentale date seulement de la fin du XXe siècle. Auparavant, c'était les prédateurs terrestres, comme le loup et l'ours qui véhiculaient le mal et la crainte. Après la parution de Moby Dick de Herman Melville en 1851, les baleines avaient suscité l'effroi, mais rien de comparable avec la peur actuelle des requins. Pourtant, ces derniers étaient bien connus, Aristote avait décrit leurs principales caractéristiques dans un de ses traités de zoologie. De plus, les marins de la Grèce antique avaient une bonne connaissance du milieu marin et ils croisaient souvent des requins en Méditerranée. Durant les siècles qui suivirent, la culture occidentale ne mentionna plus beaucoup les requins, même si on accorde l'explication du mythe du serpent de mer à certains requins très particuliers, comme le Requin-lézard et le Requin pèlerin. Les requins apparaissent notamment dans La Mer de Jules Michelet (1861) et Le Vieil Homme et la Mer, roman d'Ernest Hemingway, prix Pulitzer en 1953 et du prix Nobel de littérature en 1954.
La figure du « mangeur d'hommes » n'est apparue que dans les années soixante, après plusieurs accidents dans les mers australiennes. La psychose culmina lors de la parution du best-seller Les Dents de la mer de Peter Benchley en 1974, puis l'adaptation éponyme au cinéma par Steven Spielberg en 1975. Depuis, les squales trainent une mauvaise réputation dans la culture occidentale et symbolisent le danger, la mort et la peur. Après avoir fait part publiquement de ses regrets, l'auteur Peter Benchley milite activement pour la protection des requins.
À la suite du succès du film de Spielberg s'est développé tout un sous-genre cinématographique baptisé Sharksploitation (en), riche de plusieurs dizaines voire centaines de films, souvent des films d'horreur à petit budget, et qui a même fait l'objet d'un ouvrage en 2018,. Le mégalodon, un requin géant préhistorique disparu, a aussi fait l'objet de plusieurs de ces films. Les requins sont également présents dans des films plus conventionnels, et une recension en a été faite pour Arte par le cinéphile Luc Lagier.
Contrairement à la culture occidentale, la culture des mers tropicales considère les requins comme des divinités. Les populations autochtones, dépendantes des ressources de la mer, côtoient les squales et connaissent leurs habitudes comportementales. Dans les îles du Pacifique, de la Nouvelle-Guinée de l'Australie et de l'Océanie, les requins sont considérés comme des divinités qui secourent les nageurs en danger et les ramènent sur la rive. Le nageur doit cependant savoir respecter les requins, au risque de ne pas être sauvé. En Amérique du Nord, les peuples vivant au bord du Pacifique utilisaient les dents de requins pour leurs pointes de flèches et représentaient des requins dans leurs totems.
- Dans la symbolique tahitienne, le requin est associé à la sagesse.
- Dans la symbolique hawaïenne, le requin est associé à la protection (Aumakua).
- Dans la symbolique māori, le requin est associé à un guide bienfaiteur du marin égaré.
- Dans la symbolique japonaise, le requin est associé à la terreur.
- Dans la symbolique polynésienne, le requin est associé à l'incarnation ultime de l'âme.

## Recherche scientifique
En 2008, Bernard Séret, faisait état de la découverte de douze nouvelles espèces de requins, raies et chimères entre la Nouvelle-Zélande et la Nouvelle-Calédonie en moins de quatre semaines de prospection. Dans les 15 ans qui ont précédé ces découvertes, 130 espèces nouvelles de requins ont été décrites, mais il pourrait en exister 1 500 à 2 000 espèces (requins + raies) pour 529 décrites en 2014. L'essentiel de la connaissance sur les requins vient de l’étude d’une dizaine d’espèces.
Depuis 1995, le « Shark Lab » (laboratoire d'études des requins appelé officiellement Bimini Biological Field Station), dirigé par le docteur Samuel H. Gruber (docteur en biologie marine, professeur d'éthologie et d'écologie marine de l'université de Miami) a procédé au marquage de près de 3 000 squales. Une petite plaque métallique placée sous la peau de l'animal permet de suivre l'évolution des populations.
L'une des missions de Shark Lab consiste à capturer, mesurer, marquer et prélever un échantillon d'ADN sur les requins citrons. On trouve environ soixante-dix espèces de requins dans les eaux des Bahamas et le Requin-citron n'a pas été choisi au hasard, mais bien parce que c'est le seul capable de vivre en captivité dans un petit espace.
Depuis 2006, les requins peuvent être marqués avec de nouvelles balises dotées d'inclinomètres, qui renseignent sur leurs déplacements horizontaux mais aussi verticaux. Au bout de trois mois à un an, les données sont récupérées. Sont ainsi connus le moment où ils chassent et mangent, les trajets qu'ils réalisent... Quelques centaines d'animaux (Requins blancs, Requins-baleines et Requins soyeux, notamment) sont déjà équipés dans le monde.